# Liste des thèses mathématiques soutenues en français de 1811 à 1960
Cette liste des thèses de mathématiques recense des mémoires, rédigés en français, qui ont permis de conférer à leurs auteurs un doctorat en mathématiques. Elle commence à la création de ce grade dans les universités modernes et va jusqu’à la fin des années 1950.  Des listes de thèses, sous forme de catalogues, en général limités à une région ou un pays, ont été publiées dès le XIXe siècle, par des administrateurs, des bibliothécaires ou les scientifiques eux-mêmes, à des fins de contrôle (le doctorat étant souvent devenu nécessaire pour occuper certaines positions) ou d’information bibliographique ou statistique. Le format et les contenus exigés dans les thèses de sciences, en particulier mathématiques, changent de manière importante tout au long du XIXe siècle et du XXe siècle ; ils dépendent aussi du lieu et parfois de l’institution délivrant le doctorat et de plus, dans certains pays, plusieurs types de doctorats, donc de thèses, coexistent. Depuis les années 1990, les historiens des sciences se sont intéressés à ces corpus de thèses, que ce soit dans la perspective d’une l’histoire de l’enseignement supérieur ou dans celle de l’évolution des savoirs mathématiques dont les thèses témoignent.

## Thèse de doctorat en France
Des programmes de thèses mathématiques sont imprimés sous l’Ancien Régime et ces thèses, le plus souvent en latin, mais parfois en français, sont soutenues en grande pompe,. Mais la thèse associée dans le sens actuel à l'obtention d'un grade universitaire, le doctorat es sciences, apparaît lors de la création de l’Université impériale, dans le décret du 17 mars 1808 qui l’organise,. Outre l’institution de 27 Facultés des sciences et des lettres dans tout le territoire de la France (complétées dans les années qui suivent, et pour une courte durée, par d’autres à Bruxelles, Genève, Trèves et Turin), le décret annonce (art. 24) : « Pour être reçu docteur dans cette Faculté [des sciences mathématiques et physiques], on soutiendra deux thèses, soit sur la mécanique et l'astronomie, soit sur la physique et la chimie, soit sur les trois parties de l'histoire naturelle, suivant celle de ces sciences à l'enseignement de laquelle on déclarera se destiner ». Le premier cas donne lieu au doctorat es sciences mathématiques. Le doctorat est nécessaire pour être professeur de Faculté, mais aussi dans certaines classes avancées des lycées.
Le choix des deux matières, mécanique et astronomie, qui caractérise les thèses de mathématiques, vient de l’organisation des études : les bacheliers, alors premier grade universitaire, auront déjà dû répondre à des questions « sur l'arithmétique, la géométrie, la trigonométrie rectiligne, l'algèbre et son application à la géométrie », les licenciés, alors deuxième grade universitaire, « sur la statique et sur le calcul différentiel et intégral » (articles 22 et 23). Les cours de mécanique et d’astronomie sont quant à eux les plus avancés. La licence est exigée des candidats au doctorat, mais il n'est pas à cette date question de faire un travail original. Par ailleurs, la soutenance des deux thèses peut être décalée et leur développement inégal.
Dans le décret du 18 octobre 1808, il est précisé que « la faculté entière assistera [aux soutenances de thèses] sous la présidence du recteur. Les agrégés de la faculté devront y argumenter ; tous les gradués seront aussi admis à la faire. Chaque thèse sera soutenue au moins pendant trois heures ». La durée est ensuite réduite à 2 heures  dans les statuts de 1810, qui indiquent : « Le programme des thèses sera imprimé et rendu public, après avoir reçu le visa du doyen et le permis du recteur ». Le jury sera d'ailleurs finalement réduit à trois personnes,. Un nombre d'exemplaires à adresser au rectorat pour l'enregistrement sera aussi fixé au cours du XIXe siècle,.
L'arrêté du 8 juin 1848, s'il impose aux thèses es sciences physiques ou naturelles de présenter un travail original, laisse un choix pour les thèses es sciences mathématiques : selon l'article 6, « Toute thèse de mathématiques renfermant une découverte, quant aux résultats, quant à la méthode ou quant à la forme d'exposition, est admise à la discussion. Le candidat est tenu, dans tous les cas, de faire l'histoire de la science sur le point dont il s'est occupé. Si la thèse en renferme rien qui soit de nature à faire avancer la science, elle doit rouler sur un sujet d'analyse appliquée à la mécanique rationnelle ou à la mécanique des corps célestes. Le candidat doit le traiter avec étendue et en faire l'histoire et le développement complet. Il sera joint, dans l'un et l'autre cas, à ces thèses, des questions posées d'office par la Faculté, relatives à tous les cours de mathématiques compris dans son enseignement et choisies de manière à obliger le candidat à donner la preuve qu'il les a suivis avec utilité. » Les rapports de thèse montrent que l'exigence d'une partie historique solide est prise au sérieux par les examinateurs ; la présence de résultats ou de développements nouveaux est invoquée dès les années 1850 pour justifier qu'une seule thèse soit soumise (à côté des questions de la Faculté). Gaston Darboux souligne en 1898 la distance qui sépare les « thèses modernes, dont quelques-unes feraient honneur à des maîtres »  des « programmes de quelques pages, portant sur des sujets connus, qu'on présentait à la Faculté entre 1808 et 1820 ».
La première thèse es sciences mathématiques est soutenue en 1811. Jusqu'en 1825, on trouve encore des thèses imprimées qui ne contiennent qu'un programme, de quelques pages, mais vers le milieu du siècle, les thèses de mathématiques ont entre 50 et 100 pages environ, comme celles de physique. Entre 1811 et 1871, 35% des thèses sont dues à des élèves ou anciens élèves de l'École normale supérieure.
En  juillet 1897, un décret autorise les universités à créer un diplôme distinct du grade de docteur d'état, « possédant seulement une valeur scientifique », et pour lequel deux certificats de licence seulement sont exigés (au lieu des trois pour la licence normale, et donc le doctorat d'état) : c'est ainsi qu'apparaissent les thèses de doctorat d'université, qui sont souvent au début le fait de candidats étrangers.

## Les catalogues et listes de thèses
C'est à la demande de mathématiciens (il mentionne Charles-Ange Laisant  et Jules Tannery) qu'Eugène Estanave, qui a lui-même obtenu son doctorat en novembre 1900, catalogue en 1903 la totalité des thèses de doctorat es sciences mathématiques soutenues en France au cours du XIXe siècle. Entre 1810 et le 31 décembre 1900, il en recense 292, dont 246 sont soutenues à Paris, 15 à Strasbourg et 8 à Montpellier.
Le Catalogue des thèses et écrits académiques, publié par le Ministère de l'Instruction publique, puis de l'Éducation nationale, s'étale de 1885 à 1959. Il devient ensuite le Catalogue des thèses de doctorat soutenues devant les universités françaises, puis, à partir de 1981 l'Inventaire des thèses de doctorat soutenues devant les universités françaises. Sciences.  Toutes les thèses de mathématiques de France, à partir de 1972, sont recensées dans le Système universitaire de documentation (SUDOC) ; le portail theses.fr recense toutes les thèses depuis 1985, y compris les thèses en cours.

## Qu'y a-t-il dans la liste?
Elle regroupe la liste des thèses répertoriées en 1903 par Estanave dans la Nomenclature des thèses de sciences mathématiques soutenues en France dans le courant du XIXe siècle (1903), la liste des thèses établies d'après la bibliothèque de Dijon, le catalogue général des thèses et écrits académiques complété par NUMDAM et d'autres thèses soutenues en français. En ce sens, elle est exhaustive pour les thèses d'état soutenues de 1811 à 1900 et pour la période 1914 à 1945. Après 1945 en France et pour la plupart des autres pays, la liste ne peut prétendre à l'exhaustivité.
Les thèses sont classées chronologiquement par année de soutenance. Le type de thèse est précisé quand le grade conféré est autre qu'un doctorat es sciences, par exemple pour les thèses d'université en France au XXe siècle ou pour les doctorats de spécialité en Suisse.
La liste donne :
- lorsqu'elle est connue, la date de soutenance qui se trouve sur la thèse elle-même et qui peut différer de la date prévue.
- l'auteur (les prénoms de l'auteur, s'ils ne figurent sur les catalogues de thèses, ont été reconstitués à partir d'autres sources).
- le titre des thèses. Selon la période et le lieu, seul le titre du mémoire principal est indiqué dans les sources ;  la ou les thèses peuvent aussi être découpées en plusieurs parties, avec plusieurs titres correspondants. Pour les thèses les plus anciennes, il peut même ne subsister qu'un programme.
- le nombre de pages du mémoire. Ce nombre est indicatif, car il peut varier de quelques unités, pour une même thèse, selon les catalogues. Il s'agit parfois sur certaines listes du nombre de feuillets débarrassé des pages de remplissage, des avertissements, des pages administratives, des tables ou planches. Les exigences de publication sont variables, le format (in-8o et surtout in-4° pour les mémoires publiés de manière séparée) également ; pour les périodes plus récentes, la publication séparée peut être remplacée par celle d'un ou plusieurs articles dans des journaux de recherche. Le nombre n'inclut le plus souvent (mais pas toujours) que les pages de la thèse principale.
- le lieu de soutenance, avec l'institution, s'il peut y avoir ambiguïté.
- un lien au mémoire téléchargeable en ligne, si la thèse est disponible sur internet.

Le jury qui figure rarement sur les catalogues et n'est connu que pour certains pays ou certaines périodes, n'est pas indiqué.

## Thèses

### 1811 - 1849
|      | Soutenance               | Nom de l'auteur                          | Titre | nombre de pages  | Lieu        | accessible                  |
| 1811 | 1811-03-09 et 1811-03-23 | Pierre-Marie Bourdon                     | 1. Thèse de mécanique (Des momens d'inertie et des axes principaux — Mouvement d'un corps solide autour d'un point fixe). 2. Programme de la thèse d'astronomie (Théorie du mouvement elliptique des planètes, suivie du principe de la gravitation universelle, et de son application à la détermination des masses de quelques planètes). | 36               | Paris       | oui ;                       |
|      | 1811-11-23               | Louis Lefébure de Fourcy                 | 1. Équations générales du mouvement des fluides et application de ces équations à la théorie du son. 2. De l'attraction des sphéroïdes et de la figure des planètes. | 21               | Paris       | oui                         |
|      | 1811-11-30               | Alexis Thérèse Petit                     | 1. Théorie mathématique de l'attraction capillaire. 2. La théorie des réfractions atmosphériques. | 45               | Paris       | oui                         |
| 1813 | 1813-08-02               | Lesage                                   | Questions de mécanique et d'astronomie. |                  | Metz        | non                         |
| 1815 | 1815-06-28               | Olinde Rodrigues                         | 1. De l'attraction des sphéroïdes. 2. Mouvement de rotation d'un corps de révolution pesant. | 27+4             | Paris       | oui (programme de 2.)       |
| 1817 | 1817-06-20 et 30         | Alfred Gautier                           | 1. Sur quelques points de la théorie de la Lune et des planètes. 2. Sur la variation des constantes arbitraires dans le problème du mouvement de translation d'un système de corps pesants, et des planètes en particulier. | 4                | Paris       | oui (programme de 2.)       |
| 1821 | 1821-02-01               | Pierre-Frédéric Sarrus                   | 1. Essai sur la théorie du son. 2. Essai sur le mouvement des planètes autour du Soleil. | 14 (1)+ 14 (2)   | Montpellier | oui (1) oui (2)             |
| 1823 | 1823-07-26               | Paul Alexandre Zateplinsky               | 1. Des inégalités périodiques des mouvements célestes. 2. Du mouvement d'un système de corps soumis à leur attraction mutuelle. | 8                | Paris       | oui                         |
| 1824 | 1824-07-26               | Hippolyte Vernier                        | 1. De la distribution de l'électricité à la surface des conducteurs. 2. De la figure des planètes. | 23               | Paris       | oui                         |
| 1825 | 1825-05-21               | Victor Bouniakowsky                      | 1. Sur le mouvement de rotation, dans un milieu résistant, d'un système de plans d'une épaisseur constantes et d'un contour déterminé, autour d'un axe incliné, par rapport à l'horizon. 2. Détermination du rayon vecteur dans le mouvement elliptique des planètes. | 16               | Paris       | oui                         |
|      | 1825-06-28               | Paul Jean-Joseph Querret                 | 1. Traité analytique de l'attraction des sphéroïdes elliptiques homogènes. 2. Astronomie nautique. La détermination d'un observateur à la mer. | 46+8             | Paris       | oui                         |
| 1827 | 1827-08-13 et 14         | Charles-François-Joseph Delcambre        | 1. De la force d'attraction considérée particulièrement comme force motrice des planètes. 2. Du mouvement elliptique des planètes. | 27 (1) + 14 (2)  | Strasbourg  | non                         |
| 1828 | 1828-10-25 et 28         | Émile Emmanuel Regneault                 | 1. Scolie sur la nature des vitesses virtuelles, suivies de quelques réflexions sur la métaphysique du calcul différentiel et intégral. 2. Discussion sur les mouvements propres des étoiles. | 23 (1) + 17 (2)  | Strasbourg  | non                         |
| 1829 | 1829-02-17               | Antoine-Augustin Cournot                 | 1. Mémoire sur le mouvement d'un corps rigide soutenu par un plan fixe. 2. De la figure des corps célestes. | 37               | Paris       | oui                         |
|      | 1829-04-29               | Edme-Gustave Gouré                       | 1. Questions de mathématiques. 2. Questions d'astronomie. |                  | Grenoble    | non                         |
|      | 1829-06-18 et 07-25      | Pierre-Joseph-Étienne Finck              | 1. Considérations sur les machines en mouvement. 2. Essai sur les formules du mouvement de l'équateur terrestre. | 17 (1) + 18 (2)  | Strasbourg  | non                         |
|      | 1829-07-11               | Bonnaire                                 | 1. Mouvement de deux masses liées par une ligne inflexible et inextensible, lorsque l'une d'elles est assujettie à se mouvoir sur une ligne droite. 2. Mouvement des planètes et formules servant à les déterminer. |                  | Caen        | non                         |
|      | 1829-07-23               | Charles Théodore Kramp                   | Applications de la théorie générale des petites oscillations. | 20               | Strasbourg  | non                         |
|      | 1829-11-06               | Cach                                     | 1. Théorie des pompes et considérations sur les lois de l'équilibre des fluides pesants. 2. Théorie du flux et reflux, précédée de quelques considérations sur le problème des trois corps. |                  | Caen        | non                         |
|      | 1829-11-19 et 12-30      | J.-F.-L.-Armand de Quatrefages           | 1. Théorie d'un coup de canon. | 23               | Strasbourg  | non                         |
| 1830 | 1830-08-10               | Charles Théodore Kramp                   | Libration de la Lune. | 16               | Strasbourg  | non                         |
|      | 1830-08-25               | Auguste Guiot                            | 1. L'attraction des sphéroïdes elliptiques. 2. Sur la figure qui convient à l'équilibre d'une masse fluide animée d'un mouvement de rotation dans le seul sens de l'homogénéité 3. Sur la propagation de la chaleur dans l'intérieur des corps solides. | 21               | Paris       | oui                         |
|      | 1830-10-31 et 11-04      | Louis-François-Émile Renaudin            | 1. Des oscillations du pendule simple dans le vide. 2. Lois de Képler. | 9 (1) et 11 (2)  | Strasbourg  | non                         |
|      | 1830-12-30               | J.-F.-L.-Armand de Quatrefages           | 2. Du mouvement des aérolithes considérées comme des masses disséminées dans l'espace par l'action des valeurs lunaires. | 19               | Strasbourg  | non                         |
| 1831 | 1831-07-13               | Adolphe Pierre Marie Guibert             | 1. Propriétés générales de l'équilibre d'un système de corps. Propriétés générales du mouvement d'un système de corps. 2. Solution, par les séries, du problème de Kepler, et détermination des coordonnées d'une planète en supposant très petites son excentricité et l'inclinaison de son orbite. | 48               | Paris       | oui                         |
|      | 1831-08-26               | Eugène Louis Gustave Desrosiers          | 1. Mouvement d'un système de corps soumis à leurs attractions mutuelles supposées proportionnelles aux masses et, réciproquement, aux carrés des distances. 2. Formules sur le mouvement des fluides élastiques. | 35               | Paris       | oui                         |
| 1832 | 1832-08-13               | Étienne Bigourdan                        | 1. Équation de la surface capillaire. 2. Composition intérieure des fluides. 3. Sur les éléments d'un sphéroïde. | 23               | Paris       | oui                         |
| 1833 | 1833-12-12 et 12-19      | Jean-François Rameaux                    | 1. Théorie du mouvement des corps dans un milieu résistant. 2. Des occultations et des éclipses. | 15 (1) et 12 (2) | Strasbourg  | non                         |
| 1834 | 1834-02-19               | Jean-Marie Duhamel                       | 1. Théorie mathématique de la chaleur. 2. De l'influence du double mouvement des planètes sur les températures de leurs différents points. | 14+8             | Paris       | oui (1) oui (2)             |
|      | 1834-07-03               | Jean-François Artur                      | 1. Mémoire sur la loi relative à la densité des couches intérieures de la terre et sur son aplatissement. 2. Mémoire sur la détermination de deux points d'où partent les droites par rapport auxquelles tous les moments d'inertie de la terre sont égaux entre eux. | 48+18            | Dijon       | non                         |
|      | 1834-08-08               | Théodore Olivier                         | 1. Recherches géométriques sur les centres de courbures des épicycloïdes planes et sphériques, et les développantes sphériques ; sur les rayons de courbures des courbes et surfaces du second ordre, avec des applications aux engrenages. 2. Des éclipses de Soleil. Constructions graphiques. | 74               | Paris       | oui (1) oui (2)             |
| 1835 | 1835-02-27               | Paul-Louis Cirodde                       | 1. Du mouvement de la chaleur dans un cylindre droit solide, homogène. 2. De la détermination de l'orbite des comètes. |                  | Dijon       | non                         |
| 1836 | 1836-01-13               | Henri-Joseph Dumoulin                    | 1. Des équations générales du mouvement d'un fluide sollicité par des forces quelconques. 2. De l'hydrodynamique. |                  | Grenoble    | non                         |
|      | 1836-01-15               | Joseph Liouville                         | 1. Sur le développement des fonctions ou parties de fonctions en séries de sinus et de cosinus, dont on fait usage dans un grand nombre de questions de mécanique et de physique. 2. Sur la figure d'une masse fluide homogène en équilibre et douée d'un mouvement de rotation | 24               | Paris       | oui                         |
|      | 1836-03-26               | Frédéric Petit                           | 1. Calcul de l'effet des machines en mouvement.Application du principe des forces vives. 2. Mouvement de la Terre autour de son centre de gravité. | 29               | Paris       | oui                         |
|      | 1836                     | Alexandre David Decrue                   | De l'intégration des équations aux dérivées partielles linéaires en série d'intégrales particulières. | 40               | Genève      | non                         |
| 1837 | 1837-04-14               | Antoine Marie Felix Chevet               | 1. Attraction d'un ellipsoïde homogène. 2. Perturbations du mouvement elliptique des comètes. | 22               | Paris       | oui                         |
|      | 1837-08-28               | Victor-Amédée Le Besgue                  | Sur deux transformations des fonctions homogènes du second degré à trois variables. Applications à la mécanique et à l'astronomie. |                  | Grenoble    | non                         |
|      | 1837-08-30               | Louis François Henri Xavier Molins       | 1. Sur le mouvement des corps flottants. 2. Sur la figure de la Terre. | 41               | Paris       | oui                         |
|      | 1837-10-05               | Auguste Bravais                          | 1. Des méthodes employées dans les levées sous voile. 2. Sur l'équilibre des corps flottants. | 43               | Lyon        | oui (2e thèse)              |
| 1838 | 1838-02-21 1838-03-27    | Simon Sawicki                            | 1. Sur les pressions des liquides homogènes. 2. Détermination du mouvement des planètes. |                  | Toulouse    | non                         |
|      | 1838-08-6 1838-08-10     | André-Victor Bergis                      | 1. Sur l'équilibre d'un fil dont tous les points sont sollicités par des forces quelconques. 2. Du problème de Képler. |                  | Toulouse    | non                         |
|      | 1838-03-06               | Alexis Perrey                            | 1. Théorie du mouvement d'un corps solide autour d'un point fixe. 2. Sur la détermination de l'orbite des étoiles doubles. | 20 (1) et 20 (2) | Dijon       | non                         |
|      | 1838-12-24               | Frédéric-Raymond-Noël Laroque            | 1. Sur les réfractions astronomiques. 2. Sur la distribution de la chaleur dans une couche sphérique homogène. | 19               | Paris       | oui                         |
| 1839 | 1839-04-09               | Joseph Bertrand                          | 1. Sur l'attraction des sphéroïdes. 2. Sur la distribution de l'électricité à la surface des corps. 2. Sur la théorie des phénomènes thermo-mécaniques. | 4+17             | Paris       | oui (1) ; oui (2) ; oui (3) |
|      | 1839-06-24               | Adrien Blavette                          | 1. Sur les mouvements vibratoires d'une verge élastique. 2. Mouvement elliptique des planètes et altération de ce mouvement causé par des forces perturbatrices. | 31               | Paris       | oui                         |
|      | 1839-07-02               | Jean Antoine Quet                        | 1. Sur les mouvements oscillatoires des corps flottants. 2. Sur le flux de la mer. | 23               | Paris       | oui                         |
|      | 1839-09-25               | Charles-Felix Vasnier                    | 1. Attraction et figure des planètes. 2. Théorie des perturbations des mouvements planétaires. | 41               | Paris       | oui                         |
| 1840 | 1840-08-20               | Théodore d'Estocquois                    | Sur la convergence des séries. | 11               | Montpellier | oui sur Google Livres       |
|      | 1840-01-31               | Jean-Baptiste Fourestey                  | 1. Sur la détermination des orbites des comètes. 2. Mouvement de la chaleur dans une sphère et application aux températures terrestres. | 23 + 21          | Paris       | oui (1) ; oui (2)           |
|      | 1840-05-22               | Pierre-Antoine-Benjamin Crébessac-Vernet | 1. Recherches sur le mouvement d'un système de points libres liés entre eux et sollicités par des forces accélératrices quelconques. 2.Calcul des variations des constantes arbitraires qui entrent dans les formules du mouvement elliptique des planètes autour du soleil. | 20 + 37          | Strasbourg  | non                         |
|      | 1840-08                  | Hippolyte Sonnet                         | 1. Sur les vibrations longitudinales des verges élastiques. 2. Sur le mouvement relatif des étoiles doubles. | 38               | Paris       | oui                         |
|      | 1840-08-21               | Joseph-Charles Chenou                    | 1. Mouvement des corps célestes dans le vide. Leur mouvement dans un milieu résistant. 2. Inégalités périodiques et séculaires du mouvement des planètes. 3. Mouvement des étoiles multiples et en particulier des étoiles doubles. 4. Intégration des équations différentielles pour le cas d'une excentricité quelconque. | 24               | Bordeaux    | oui                         |
|      | 1840-09-02               | Jules Marie Louis Vieille                | 1. Du mouvement de la Lune autour de son centre de gravité. 2. De la variation des constantes arbitraires dans les questions de mécanique. | 79               | Paris       | oui                         |
|      | 1840-09-16               | Pierre-Marie Bourdonnay-Duclésio         | 1. Sur la distribution de l'électricité à la surface des corps conducteurs. 2. Règle pour reconnaître, à priori, si une fonction d'une variable réelle ou imaginaire peut se développer en série convergente, ordonnée suivant les puissances ascendantes de cette variable. Moyen d'en déduire la condition pour que le rayon vecteur de l'orbite d'une planète soit développable en série convergente suivant les puissances ascendantes de son excentricité. | 44               | Paris       | oui                         |
|      | 1840-11-20               | Armand Borgnet                           | 1. De l'attraction d'un ellipsoïde homogène sur un point matériel, d'après la loi de l'action des molécules entre elles, en raison inverse du carré de la distance. | 43               | Paris       | oui                         |
|      | 1840-12-04               | Pierre Henri Blanchet                    | 1. Sur la propagation et la polarisation du mouvement dans un milieu élastique indéfini cristallisé d'une manière quelconque. 2. Sur l'application de la variation des constantes à la recherche des équations différentielles des perturbations planétaires. | 21               | Paris       | oui                         |
| 1841 | 1841-04-15               | Eugène Charles Catalan                   | 1. Attraction d'un ellipsoïde homogène sur un point extérieur ou sur un point intérieur. 2. Sur le mouvement des étoiles doubles. | 24               | Paris       | oui                         |
|      | 1841-04-19               | Charles-Eugène Delaunay                  | 1. Distinction des maxima et des minima dans les questions qui dépendent de la méthode des variations. 2. Mouvement de la Terre autour de son centre de gravité. | 30               | Paris       | oui                         |
|      | 1841-08-27 et 08-31      | Théodore Despeyrous                      | 1. Méthode de détermination des orbites des comètes. 2. Théorie de la variation des constantes arbitraires. | +29              | Toulouse    | non                         |
|      | 1841-08-21               | Victor Puiseux                           | 1. Sur l'invariabilité des grands axes des orbites des planètes. 2. Sur l'intégration des équations du mouvement d'un système de points matériels. | 24               | Paris       | oui                         |
| 1842 | 1842-03-31               | Charles Briot                            | 1. Sur le mouvement d'un corps solide autour d'un point fixe. 2. Mouvement des planètes, en tenant compte des actions réciproques des planètes les unes sur les autres. | 19               | Paris       | oui                         |
|      | 1842-07-13               | Charles Choquet                          | 1. Sur les variations séculaires des éléments des planètes. 2. Sur les équations de l'équilibre et des mouvements moléculaires des corps solides élastiques. | 24               | Paris       | oui                         |
| 1843 | 1843-01-10               | F. M. Paignon                            | 1. De la courbe décrite par un point matériel, attiré par un centre fixe. 2. Détermination de l'aplatissement de la terre par les inégalités du mouvement de la lune. | 42               | Rennes      | oui                         |
|      | 1843-02-14               | Gabriel Gascheau                         | 1. Mouvements relatifs d'un système de corps. 2. Sur deux cas particuliers du problème des trois corps. | 36               | Paris       | oui                         |
|      | 1843-05-04 et 05-13      | Georges-Charles Reuss                    | 1. Du mouvement des planètes. 2. Sur l'équilibre d'un fil flexible et inextensible. | 56 (1) et 28 (2) | Strasbourg  | non                         |
|      | 1843-07-31               | Jean Constant Lecaplain                  | 1. Sur la résistance de l'éther au mouvement des planètes. 2. Sur l'attraction des sphéroïdes. | 27               | Paris       | oui                         |
|      | 1843-08-08               | Constant Rollier                         | 1. Sur la figure permanente d'une masse fluide homogène animée d'un mouvement de rotation uniforme autour d'un axe passant par son centre de gravité, et abandonnée à l'attraction newtonienne de ses parties. En particulier, sur les figures elliptiques à 3 axes inégaux ou de révolution qui peuvent convenir à l'équilibre de cette masse 2. Sur les réfractions astronomiques. | 56               | Paris       | oui                         |
|      | 1843-08-24               | Jean-Claude Bouquet                      | Sur la variation des intégrales doubles. | 14               | Paris       | oui                         |
|      | 1843-11-16               | Charles Girault                          | 1. Sur les variations des éléments des orbites des planètes. 2. Sur le mouvement de trois corps. | 44               | Paris       | oui                         |
| 1844 | 1844-02-07 et 1844-06-11 | Barthélemy Aoust                         | 1. Sur les intégrales d'un système d'équations aux différences partielles d'une certaine classe. 2. Sur les oscillations des cordes pesantes, flexibles et élastiques. | 15+32            | Montpellier | non                         |
|      | 1844-06-11               | Édouard-Albert Roche                     | 1. Sur la distribution de la chaleur dans une sphère. 2. Sur la figure des planètes. | 47               | Montpellier | non                         |
|      | 1844-07-18 et 11-28      | J.-Georges Dostor                        | 1. Du mouvement des comètes. 2. Du mouvement de rotation d'un corps solide autour d'un point fixe. | 46 (1) et 33 (2) | Strasbourg  | non                         |
|      | 1844-08-06               | J. -P. Aimé Bergeron                     | 1. Sur la rotation de la Terre. 2. Sur la résistance des figures élastiques. |                  | Montpellier | non                         |
|      | 1844-08-06               | Alfred Sabatier                          | 1. Des courbes enveloppes. 2. De la transmission du travail dans les machines en mouvement. |                  | Montpellier | non                         |
|      | 1844-08-19               | Henri-Louis-Jean Peslin                  | 1. Attraction des corps quelconques et en cas particulier des ellipsoïdes homogènes et hétérogènes, et des sphéroïdes qui diffèrent peu de la sphère. Figure des planètes et pesanteur à leur surface. 2. Sur l'intégration des équations différentielles de la dynamique. | 76               | Paris       | oui                         |
|      | 1844-10-15               | Louis-Auguste Banet                      | 1. Mouvement de la chaleur dans une sphère homogène. 2. Perturbations dans les mouvements des comètes dues à la résistance de l'éther. | 10               | Paris       | oui                         |
| 1845 | 1845-06-12               | Charles-Émile Reuss                      | Du mouvement d'un corps attiré par un autre qui se meut uniformément sur une droite. | 87               | Strasbourg  | non                         |
|      | 1845-12-10               | Hilarion-Prosper Viguier                 | 1. Extensions des principales formules de la dynamique à des équations différentielles d'ordre supérieur au second. 2. Théorie de la variation des constantes arbitraires et indication de ses usages pour le calcul des formules générales qui donnent les variations des éléments de rotation des planètes. | 31               | Paris       | oui                         |
|      | 1845-12-24               | Étienne-Auguste Tarnier                  | 1. Solution, par les séries, du problème de Képler, et détermination des coordonnées d'une planète, en supposant très petites son excentricité et l'inclinaison du plan de son orbite. Expressions de l'anomalie excentrique, du rayon vecteur et de l'équation du centre, au moyen de séries ordonnées suivant les sinus et les cosinus linéaires des multiples croissants de l'anomalie moyenne. Terme général des coefficients de ces séries exprimé en fonction d'une indéterminée m et de l'excentricité e.Le Soleil est supposé fixe, et la trajectoire une ellipse rigoureuse. 2. Sur la trajectoire des planètes et des comètes dans un milieu résistant. | 50               | Paris       | oui                         |
| 1847 | 1847-07-31               | Jean Frédéric Frenet                     | 1. Sur les fonctions qui servent à déterminer l'attraction des sphéroïdes quelconques. 2. Sur quelques propriétés générales des courbes à double courbure. | 36               | Toulouse    | extrait publié              |
|      | 1847-09-07               | Léon Gisclard                            | 1. Sur l'attraction des ellipsoïdes. 2. Sur la méthode de la variation des constantes arbitraires. | 31+6             | Montpellier | non                         |
|      | 1847-11-03               | Joseph-Alfred Serret                     | 1. Sur le mouvement d'un point matériel attiré par deux centres fixes en raison inverse du carré des distances. 2. Sur la détermination de la figure des corps célestes. | 40               | Paris       | oui                         |
| 1848 | 1848                     | Charles Gouraud                          | Histoire du calcul des probabilités depuis les origines jusqu'à nos jours. | 155              | Paris       | oui                         |
|      | 1848-03-13               | Émile-Louis Roger                        | 1. Sur les brachystochrones. 2. Sur un cas particulier du problème des trois corps. | 31               | Paris       | oui (JMPA)                  |
|      | 1848-04-03               | Adolphe Honoré Desboves                  | 1. Sur le mouvement d'un point matériel attiré en raison inverse du carré des distances par deux centres mobiles suivant certaine loi. 2. Sur les perturbations planétaires. | 43               | Paris       | oui                         |
| 1849 | 1849-03-22               | Édouard Phillips                         | 1. Sur les changements instantanés de vitesse qui ont lieu dans un système de points matériels. 2. Application de la méthode de la variation des constantes arbitraires à la détermination des perturbations des planètes. | 37               | Paris       | oui (JMPA)                  |
|      | 1849-10-20               | Théodore Désiré Dieu                     | 1. Sur les réfractions atmosphériques. 2. Sur la propagation du son dans un milieu indéfini homogène dans l'état d'équilibre. | 56               | Paris       | oui (voir aussi JMPA)       |
|      | 1849-12-24               | Jean-Marie Soufflet (abbé)               | Sur les surfaces. | 52               | Paris       | oui                         |

### 1850 - 1899
|      | Soutenance               | Nom de l'auteur                           | Titre | nombre de pages | Lieu                                                                    | accessible                                                            |
| 1850 | 1850-07-18               | Gustav Plarr                              | 1. Essai d'une théorie de la figure de la Terre basée sur le calcul de l'attraction des sphéroïdes hétérogènes. | 71              | Strasbourg                                                              | non                                                                   |
| 1851 | 1851-01-15               | Alcippe Mahistre                          | 1. Calcul de l'attraction d'un cône droit homogène sur un point de son axe. Calcul de l'attraction d'une couche sphérique homogène interceptée sur deux sphères concentriques par un cône qui aurait son sommet au centre commun, le point attiré étant supposé placé sur l'axe du cône. 2. Théorie des perturbations planétaires. | + 54            | Strasbourg                                                              | non                                                                   |
|      | 1851-05-01 ou 1851-04-28 | Geronimo Frontera                         | 1. Sur une formule de M. Cauchy. 2. Sur l'attraction des corps en général. | 43              | Paris                                                                   | oui                                                                   |
| 1852 | 1852-03-30               | Félix-Gabriel-Alexandre Alquier           | 1. Sur l'attraction. 2. Sur la distribution de l'électricité sur deux sphères conductrices mise en présence. | 47              | Paris                                                                   | oui                                                                   |
|      | 1852-04-05               | Nicolas-Auguste Tissot                    | 1. Mouvement d'un point matériel pesant sur une sphère. 2. Sur la détermination des orbites des planètes et des comètes. | 56              | Paris                                                                   | oui                                                                   |
|      | 1852-04-21               | Charles Toussaint                         | 1. Sur le mouvement du pendule en tenant compte de la rotation de la Terre. 2. Mouvement des planètes dans le cas des perturbations. | 24              | Caen                                                                    | non                                                                   |
|      | 1852-05-17               | François-Marie-Justin Bourget             | 1. Attraction des paraboloïdes elliptiques. 2. Variation des constantes arbitraires dans les problèmes de la mécanique céleste. | 69              | Paris                                                                   | oui                                                                   |
|      | 1852-08-02               | Pierre-Ossian Bonnet                      | 1. Sur le développement des fonctions en séries ordonnées suivant les fonctions Xn et Yn. 2. Sur la théorie mathématique des cartes géographiques. | 78              | Paris                                                                   | oui                                                                   |
| 1853 | 1853-06-13               | Auguste Lefébure                          | 1. Sur le mouvement des sphères sur un plan. 2. Sur le mouvement elliptique des astres. | 69              | Paris                                                                   | oui                                                                   |
|      | 1853-07-04               | Jacques Garlin-Soulandre                  | 1. Sur les surfaces isothermes et orthogonales. 2. Sur les mouvements apparents. | 72              | Paris                                                                   | oui                                                                   |
|      | 1853-07-08 [?]           | Joaquim-Antonio Rodrigues de Passos       | 1. Sur le détail relatif à la découverte de Newton (attraction). 2. Sur les séries par lesquelles on résout le problème de Képler, qui consiste à trouver l'anomalie vraie ainsi que le rayon vecteur de l'orbite en fonction de l'anomalie moyenne.                                                                               | 44              | Paris                                                                   | oui [?]                                                               |
| 1854 | 1854-06-26               | Antoine-Adrien Lafon                      | 1. Sur l'intégration des équations différentielles de la mécanique. 2. Sur la théorie du dernier multiplicateur et le problème des trois corps. | 94              | Paris                                                                   | oui                                                                   |
|      | 1854-06-26               | Louis Félix Painvin                       | 1. Thèse de mécanique : Études sur les états vibratoires d'une couche solide, homogène et d'élasticité constante, comprise entre deux ellipsoïdes. 2. Thèse d'astronomie : Recherche du dernier multiplicateur pour deux formes spéciales et remarquables des équations différentielles du problème des trois corps.               | 70              | Paris                                                                   | oui                                                                   |
|      | 1854-07-10               | Joseph Sornin                             | 1. Mouvement, dans un milieu résistant, d'un point matériel, attiré par un centre fixe. 2. De la figure de l'anneau de Saturne. | 52              | Paris                                                                   | oui                                                                   |
|      | 1854-08-07               | Claude-Alphonse Valson                    | Application de la théorie des coordonnées elliptiques à la géométrie de l'ellipsoïde. | 28              | Paris                                                                   | oui                                                                   |
| 1855 | 1855-06-04 ou 1855-06-11 | Aimé-Henry Résal                          | 1. Sur les équations polaires de l'élasticité et leur application à l'équilibre d'une croute planétaire. 2. Sur les petites oscillations des fluides qui recouvrent la surface des planètes. | 57              | Paris                                                                   | oui                                                                   |
|      | 1855-07-02               | Jean-Eugène Sentis                        | 1. De l'emploi du principe général du travail des forces dans la mécanique appliquée. 2. Démonstration géométrique de plusieurs théorèmes sur la courbure des surfaces. | 46              | Paris                                                                   | oui                                                                   |
|      | 1855-08-06               | Charles Simon                             | Sur la théorie géométrique de la rotation de la Terre. | 36              | Paris                                                                   | oui                                                                   |
|      | 1855-08-18               | Jules Hoüel                               | 1. Sur l'intégration des équations différentielles dans les problèmes de mécanique. 2. Application de la méthode de M. Hamilton au calcul des perturbations de Jupiter. | 78              | Paris                                                                   | oui                                                                   |
|      | 1855-12-03               | Edmond Bour                               | 1. Mémoire sur le problème des trois corps. 2. Sur l'attraction qu'exercerait une planète, si l'on supposait sa masse répartie sur chaque élément de son orbite proportionnellement au temps employé à la parcourir. | 52              | Paris                                                                   | oui                                                                   |
| 1856 | 1856-03-17               | Paul Guiraudet                            | 1. Recherche sur le mouvement d'un point libre rapporté à des coordonnées curvilignes. 2. Aperçu historique au sujet des problèmes auxquels s'applique le calcul des variations, jusqu'aux travaux de Lagrange. | 54              | Paris                                                                   | oui                                                                   |
|      | 1856-08-18               | Nicolas Renard                            | 1. Courbure des surfaces. 2. Sur un mouvement des planètes dans le cas des perturbations. | 42              | Paris                                                                   | oui                                                                   |
|      | 1856-10-20               | Francesco Faà di Bruno                    | 1. Théorie de l'élimination 2. Développement de la fonction perturbatrice et des coordonnées d'une planète dans son mouvement elliptique. | 106             | Paris                                                                   | oui                                                                   |
| 1857 | 1857-03-30               | Julien-Napoléon Haton de la Goupillière   | 1. Sur une théorie nouvelle de la géométrie des masses. 2. Sur le mouvement d'un corps sollicité par un centre fixe. | 88              | Paris                                                                   | (1) oui                                                               |
|      | 1857-07-06               | Frédéric-Gaston Lespiault                 | Théorie géométrique de la libration réelle de la Lune. | 39              | Paris                                                                   | oui                                                                   |
|      | 1857-08-17               | Jean-François-Louis Saint-Loup            | 1. Sur une nouvelle méthode pour le calcul des perturbations du mouvement des planètes. 2. Sur les propriétés des lignes géodésiques. | 96              | Paris                                                                   | oui                                                                   |
|      | 1857-12-26               | X.-Dagobert Bach                          | 1. Recherches sur quelques formules d'analyse et en particulier sur les formules d'Euler et de Stirling. | 66              | Strasbourg                                                              | oui                                                                   |
| 1858 | 1858-04-12               | Henri-Flavien-Louis Peslin                | 1. Sur la figure de la Terre. 2. Sur les axes principaux d'inertie. | 103             | Paris                                                                   | oui                                                                   |
|      | 1858-06-07               | Jean-Joseph-Antoine-Édouard Combescure    | 1. Sur la théorie analytique des formes homogènes. 2. Sur divers problèmes particuliers relatifs au mouvement. | 87              | Paris                                                                   | oui                                                                   |
|      | 1858-07-12               | Charles Galopin[-Schaub]                  | Sur l'équation de la surface des ondes lumineuses dans les milieux biréfringents. | 75              | Paris                                                                   | oui                                                                   |
|      | 1858-07-30               | Charles Méray                             | Sur les propriétés générales des racines d'équations synectiques. | 32              | Paris                                                                   | oui                                                                   |
|      | 1858-11-08               | Eugène Rouché                             | 1. Sur le développement des fonctions en séries ordonnées suivant les dénominateurs des réduites d'une fraction continue. 2. Sur les intégrales communes à plusieurs problèmes de mécanique relatifs au mouvement d'un point sur une surface.                                                                                      | 59              | Paris                                                                   | oui                                                                   |
| 1859 | 1859-02-14               | Jacques-Calixte Fortoul                   | 1. Sur les oscillations d'un mobile sollicité par plusieurs centres d'attraction fixes. 2. Sur les figures d'équilibre des liquides planétaires. | 75              | Paris                                                                   | oui                                                                   |
|      | 1859-03-28               | Émile Mathieu                             | Sur le nombre de valeurs que peut acquérir une fonction quand on y permute ses lettres de toutes les manières possibles. | 45              | Paris                                                                   | oui                                                                   |
|      | 1859-12-19               | Paul Serret                               | 1. Théorie géométrique des lignes à double courbure. 2. Théorie mécanique des lignes à double courbure. | 250             | Paris                                                                   | oui                                                                   |
| 1860 | 1860-01-14               | Camille Jordan                            | 1. Sur le nombre des valeurs des fonctions. 2. Sur les périodes des fonctions inverses des intégrales des différentielles algébriques. | 87              | Paris                                                                   | oui                                                                   |
| 1861 | 1861-08-16               | François-Jacques-Dominique Massieu        | 1. Sur les intégrales algébriques des problèmes de mécanique. 2. Sur le mode de propagation des ondes et la surface de l'onde élémentaire dans les cristaux biréfringents à deux axes. | 85              | Paris                                                                   | oui                                                                   |
|      | 1861-11-04               | Gabriel Mathet                            | Sur les fonctions elliptiques. | 39              | Paris                                                                   | oui                                                                   |
| 1862 | 1862-08-04               | Alexandre Allégret                        | 1. Sur le calcul des quaternions de M. Hamilton. 2. Sur les principales inégalités du mouvement des satellites de Jupiter. | 75              | Paris                                                                   | oui                                                                   |
|      | 1862-12-22               | Albert de Saint-Germain                   | 1. Sur les équations générales de l'élasticité et les surfaces isodynamiques. 2. Sur la durée des éclipses des satellites de Jupiter. | 68              | Paris                                                                   | oui                                                                   |
| 1863 | 1863-05-28               | Jean-Frédéric Hoppé                       | 1. Détermination de l'orbite d'une comète par trois observations. 2. Attraction des ellipsoïdes homogènes. | 42+22           | Strasbourg                                                              | non                                                                   |
|      | 1863-08-17               | Charles-Hippolyte Berger                  | 1. Étude sur le développement de la fonction perturbatrice d'après Cauchy dans la théorie des mouvements planétaires. 2. Étude sur les fonctions des variables imaginaires d'après Cauchy. | 72+54           | Toulouse                                                                | non                                                                   |
|      | 1863-11-12               | Alphonse Picart                           | Essai d'une théorie géométrique des surfaces | 73              | Paris                                                                   | oui                                                                   |
| 1864 | 1864-08-12               | Émile Stoffel                             | 1. De l'intégration des équations aux différentielles partielles du premier ordre. 2. Étude sur les étoiles doubles. | 70+45           | Strasbourg                                                              | non                                                                   |
|      | 1864-07-20               | Henri-Antoine Durrande                    | 1. Propriétés géométriques des surfaces analogues à la surface des ondes. 2. Détermination des coefficients des termes périodiques de la fonction perturbatrice. | 88              | Paris                                                                   | oui                                                                   |
|      | 1864-07-29               | Joseph-Hippolyte-Jules Caqué              | Nouvelle méthode pour l'intégration des équations différentielles linéaires, ne contenant qu'une variable indépendante. | 39              | Paris                                                                   | oui                                                                   |
|      | 1864-07-30               | Charles-Émile Reuss                       | Sur le calcul des éclipses de Soleil et de Lune | 114             | Nancy                                                                   | non                                                                   |
|      | 1864-12-24               | Nicolas Nicolaïdès                        | 1. Mémoire sur la théorie générale des surfaces. 2. Théorie de la déformation des surfaces réglées déduite du mouvement d'un système invariable. | 80              | Paris                                                                   | oui                                                                   |
| 1865 | 1865                     | Paul-Mathieu-Hermann Laurent              | Sur la continuité des fonctions imaginaires et des séries en particulier. | 15 / 38         | Nancy                                                                   | oui                                                                   |
|      | 1865-06-15               | Édouard-Alexandre Villié                  | 1. Sur la détermination de corps ayant un potentiel donné pour les points qui leur sont extérieurs. 2. Sur l'équilibre d'une masse fluide homogène animée d'un mouvement de rotation uniforme autour d'un axe fixe. | 90              | Paris                                                                   | oui                                                                   |
|      | 1865-08-06               | Cyrille Souillart                         | Essai sur la théorie analytique des satellites de Jupiter. | 90              | Paris                                                                   | oui                                                                   |
|      | 1865-12-23               | Jean-Marie-Édouard Stephan                | Sur une classe d'équations aux dérivées partielles du second ordre. | 52              | Paris                                                                   | oui                                                                   |
| 1866 | 1866-07-14               | Gaston Darboux                            | Sur les surfaces orthogonales. | 48              | Paris                                                                   | oui                                                                   |
|      | 1866-08-04               | Alfred Levistal                           | Recherches d'optique géométrique. | 163             | Paris                                                                   | oui                                                                   |
|      | 1866-11-03               | Louis-Victor Turquan                      | 1. Résolution numérique, sans élimination, des équations à plusieurs inconnues. 2. Recherches sur la stabilité de l'équilibre des corps flottants. | 103             | Paris                                                                   | oui                                                                   |
| 1867 | 1867-02-21               | Maurice Lévy                              | 1. Essai théorique et appliqué sur le mouvement des liquides. 2. Sur une transformation des coordonnées curvilignes orthogonales et sur les coordonnées curvilignes comprenant une famille quelconque de surfaces du second ordre.                                                                                                 | 78              | Paris                                                                   | oui                                                                   |
|      | 1867-05-16               | Joseph Boussinesq                         | Étude sur la propagation de la chaleur dans les milieux homogènes. | 61              | Paris                                                                   | oui                                                                   |
|      | 1867-08-01               | Pierre-Julien-Paul Morin                  | Sur les paramètres différentiels des fonctions. | 163             | Paris                                                                   | oui                                                                   |
|      | 1867-11-28               | Paul Gautier                              | Mouvement d'un projectile dans l'air. | 62              | Paris                                                                   | oui                                                                   |
| 1868 | 1868-06-15               | Félix Tisserand                           | Exposition, d'après les principes de Jacobi, de la méthode suivie par M. Delaunay dans sa théorie du mouvement de la Lune autour de la Terre ; extension de la méthode. | 52              | Paris                                                                   | oui                                                                   |
|      | 1868-06-26               | Hippolyte Guillaume Lemonnier             | 1. Des surfaces dont les lignes de courbures sont planes ou sphériques. 2. Points d'inflexion et points Steiner dans les lignes de troisième ordre. | 112+48          | Paris                                                                   | oui                                                                   |
|      | 1868-07-10               | Louis-Jules Gruey                         | Sur le calcul numérique des perturbations des petites planètes au moyen de quadratures | 71              | Paris                                                                   | oui                                                                   |
|      | 1868-07-10               | Alphonse-Christophe Pujet                 | 1. Des quadratures. 2. Sur les mouvements simultanés d'un système de points matériels assujettis à rester constamment dans un plan passant par l'origine des coordonnées. | 84              | Paris                                                                   | oui                                                                   |
|      | 1868-08-06               | François Didon                            | Étude de certaines fonctions analogues aux fonctions Xn de Legendre, etc | 83              | Paris                                                                   | oui                                                                   |
| 1870 | 1870-01-22               | Jean-Isidore Chevilliet                   | 1. Sur l'équilibre d'élasticité du cylindre droit à base quelconque et de la sphère, soumis à l'action de la pesanteur et comprimés entre deux plans horizontaux. 2. Sur le problème inverse des perturbations. | 82              | Besançon                                                                | non                                                                   |
|      | 1870-03-24 ou 1870-03-29 | Jean Collet                               | 1. Intégration des équations simultanées aux dérivées partielles du premier ordre d'une seule fonction. 2. Du facteur intégrant pour les expressions différentielles du premier ordre renfermant un nombre quelconque de variables indépendantes.                                                                                  | 82              | Paris                                                                   | oui                                                                   |
|      | 1870-07-02               | Paul Le Cordier                           | 1. Sur les aires sphériques de Gauss, sur la périodicité qui caractérise les potentiels des lignes fermées, et sur les surfaces de niveau correspondantes. 2. Usage des potentiels dans l'électro-dynamique et dans l'électro-magnétisme.                                                                                          | 90              | Paris                                                                   | oui                                                                   |
| 1871 | 1871-12-16               | Synère-Nicolas Maillard                   | Recherche des caractéristiques des systèmes élémentaires de courbes planes du troisième ordre. | 57              | Paris                                                                   | oui                                                                   |
| 1872 | 1872                     | Joseph Graindorge                         | Mémoire sur l'intégration des équations aux dérivées partielles des deux premiers ordres. | 207             | Bruxelles, diplôme de docteur spécial en sciences physico-mathématiques | oui                                                                   |
| 1873 | 1873                     | Louis Liard                               | Des définitions géométriques et des définitions empiriques. | 207             | Paris, thèse de lettres                                                 | oui                                                                   |
| 1874 | 1874                     | Henri Vogt                                | 1. Sur les invariants fondamentaux des équations différentielles linéaires et les équations algébriques. 2. Sur un problème relatif au mouvement d'un point matériel. | 73              | Paris                                                                   | oui                                                                   |
|      | 1874                     | Émile Boutroux                            | De la contingence des lois de la nature. | 176             | Paris, thèse de lettres                                                 | oui (éd. 1921)                                                        |
|      | 1874-03-28               | Marie-Adolphe-François de Salvert         | Étude sur le mouvement permanent des fluides. | 52              | Paris                                                                   | oui                                                                   |
|      | 1874-05                  | Vincent                                   | 1. Sur les analogies entre les équations différentielles linéaires et les équations algébriques. 2. Sur un problème relatif au mouvement d'un point matériel. | 45              | Rennes                                                                  | non                                                                   |
|      | 1874-11-28               | Jules Tannery                             | Propriétés des intégrales des équations différentielles linéaires à coefficients variables. | 77              | Paris                                                                   | oui                                                                   |
| 1876 | 1876                     | Louis Mouton                              | Étude expérimentale sur les phénomènes d'induction électrodynamique. | 76              | Paris, thèse de physique                                                | oui                                                                   |
|      | 1876-02-15               | Henri Léauté                              | 1. Étude géométrique du problème de l'intégration des équations différentielles partielles du premier ordre et à trois variables. 2. Du frottement de pivotement. | 63              | Paris                                                                   | oui                                                                   |
|      | 1876-05-                 | Marie-Joseph-Adolphe-E. Duter             | De la distribution du magnétisme libre sur des plaques d'acier elliptiques ou circulaires. | 32              | Paris, thèse de physique                                                | oui                                                                   |
|      | 1876-06-21               | Paul Appell                               | Sur la propriété des cubiques gauches et le mouvement hélicoïdal d'un corps solide. | 34              | Paris                                                                   | oui                                                                   |
|      | 1876-06-23               | Charles-Louis-François André              | Étude de la diffraction dans les instruments d'optique ; son influence dans les observations astronomiques. | 85              | Paris, thèse de physique                                                | oui                                                                   |
|      | 1876-07-24               | Benjamin Baillaud                         | Exposition de la méthode de M. Gylden pour le développement des perturbations des comètes. | 47              | Paris                                                                   | oui                                                                   |
|      | 1876-07-29               | Victor-Zéphirin Elliot                    | Détermination du nombre des intégrales abéliennes de première espèce. | 48              | Paris                                                                   | oui                                                                   |
|      | 1876-08-03               | Charles-Jacques-Eugène Joubert            | Sur les équations qui se rencontrent dans la théorie de la transformation des fonctions elliptiques. | 108             | Paris                                                                   | oui                                                                   |
| 1877 | 1877-03-25               | Désiré André                              | 1. Développements en séries des fonctions elliptiques et de leurs puissances. 2. Terme général d'une série quelconque déterminée à la façon des séries récurrentes. | 98              | Paris                                                                   | oui                                                                   |
|      | 1877-03-27               | Ernest-Louis-Antoine Périgaud             | Exposé de la méthode de Hansen pour le calcul des perturbations spéciales des petites planètes. | 45              | Paris                                                                   | oui                                                                   |
|      | 1877-06-16               | Émile Picard                              | 1. Application de la théorie des complexes linéaires à l'étude des surfaces et des courbes gauches. | 38              | Paris                                                                   | oui                                                                   |
|      | 1877-11-29               | Charles-Ange Laisant                      | 1. Applications mécaniques du calcul des quaternions. 2. Sur un nouveau mode de transformation des courbes et des surfaces. | 133             | Paris                                                                   | oui                                                                   |
|      | 1877                     | Louis Saltel                              | Recherches sur la méthode de correspondance analytique et sur la loi de décomposition. | 88              | Nancy, thèse d'université                                               | non                                                                   |
| 1878 | 1878                     | Lionel Dauriac                            | Des notions de matière et de force dans les sciences de la nature. | 355             | Paris, thèse de lettres                                                 | oui                                                                   |
|      | 1878-01-30               | Spiru Haretu                              | 1. Sur l'invariabilité des grands axes des orbites planétaires. | 49              | Paris                                                                   | oui                                                                   |
|      | 1878-03-14               | Auguste Pellet                            | 1. Sur la théorie des équations algébriques. 2. Sur la théorie des surfaces. | 50              | Paris                                                                   | oui                                                                   |
|      | 1878-06-13               | Edme-Alphonse Legoux                      | 1. Étude analytique et géométrique d'une famille de courbes représentées par une équation différentielle du premier ordre. | 53              | Paris                                                                   | oui                                                                   |
|      | 1878-07-20               | Georges Henri Halphen                     | 1. Sur les invariants différentiels. | 62              | Paris                                                                   | oui                                                                   |
| 1879 | 1879                     | Émile Souvander                           | 1. Études nouvelles des lignes et surfaces du second degré. | 47              | Helsinfors                                                              | non                                                                   |
|      | 1879-02-06               | Joseph Anastase Perrotin                  | 1. Théorie de Vesta | 91              | Paris                                                                   | oui                                                                   |
|      | 1879-04-03               | Achille Marie Gaston Floquet              | 1. Sur la théorie des équations différentielles linéaires. | 132             | Paris                                                                   | oui                                                                   |
|      | 1879-04-08               | Charles Biehler                           | 1. Sur les développements en séries des fonctions doublement périodiques de 3e espèce. 2. Sur la théorie des équations. | 121 +65         | Paris                                                                   | oui (1) oui (2)                                                       |
|      | 1879-07-05               | David Emmanuel                            | Étude des intégrales abéliennes de troisième espèce. | 32              | Paris                                                                   | oui                                                                   |
|      | 1879-07-18               | Pierre-Henri Puiseux                      | Sur l'accélération séculaire du mouvement de la Lune. | 88              | Paris                                                                   | oui                                                                   |
|      | 1879-07-23               | Wladmimir de Maximovitch                  | Nouvelle méthode pour intégrer les équations simultanées aux différentielles totales. | 32              | Paris                                                                   | oui                                                                   |
|      | 1879-08-01               | Henri Poincaré                            | Sur les propriétés des fonctions définies par les équations aux différences partielles. | 99              | Paris                                                                   | oui                                                                   |
| 1880 | 1880-04-22               | Auguste-Marie Astor                       | Étude sur quelques surfaces. | 92              | Paris                                                                   | oui                                                                   |
|      | 1880-05-21               | Robert-Édouard-Antoine-Joseph d'Esclaibes | Sur les applications des fonctions elliptiques à l'étude des courbes du premier genre. | 124             | Paris                                                                   | oui                                                                   |
|      | 1880-05-27               | Boleslas-Alexandre Niewenglowski          | Exposition de la méthode de Riemann pour la détermination des surfaces minima de contour donné. | 76              | Paris                                                                   | oui                                                                   |
|      | 1880-06-10               | Léon-Henri-Joseph Duport                  | Sur un mode particulier de représentation des imaginaires. | 66              | Paris                                                                   | oui                                                                   |
|      | 1880-07-23               | Marcel Brillouin                          | Intégration des équations différentielles auxquelles conduit l'étude des phénomènes d'induction dans les circuits dérivés. | 40              | Paris                                                                   | oui                                                                   |
|      | 1880-11-03               | Léon Charve                               | De la réduction des formes quadratiques ternaires positives et de leur application aux irrationnelles du 3e degré. | 457 ou 162      | Paris                                                                   | oui                                                                   |
|      | 1880-11-10               | Léon Lecornu                              | Sur l'équilibre des surfaces flexibles et inextensibles. | 109             | Paris                                                                   | oui                                                                   |
|      | 1880-11-12               | Pierre Jean Octave Callandreau            | Développement des perturbations d'une petite planète par les méthodes de M. Gylden. Application à Héra. | 50              | Paris                                                                   | oui                                                                   |
|      | 1880-12-29               | Jean Pierre Louis Bourguet                | Développement en séries des intégrales eulériennes. | 62              | Paris                                                                   | oui                                                                   |
| 1881 | 1881-07-08               | Édouard Goursat                           | Sur l'équation différentielle linéaire qui admet pour intégrale la série hypergéométrique. | 140             | Paris                                                                   | oui pub. Annales ENS                                                  |
| 1882 | 1882-01-17               | Louis Charles Sauvage                     | Sur les propriétés des fonctions définies par un système d'équations différentielles linéaires et homogènes, à une ou à plusieurs variables indépendantes. | 46              | Paris                                                                   | oui                                                                   |
|      | 1882-02-07               | Constantin Gogou                          | Sur une inégalité lunaire à longue période due à l'action perturbatrice de Mars. | 103             | Paris                                                                   | oui                                                                   |
|      | 1882-03-21               | Magnus-Louis-Marie de Sparre              | Sur le mouvement du pendule conique à la surface de la Terre. | 75              | Paris                                                                   | oui                                                                   |
|      | 1882-03-28               | Jean Nicolas                              | Étude des fonctions de Fourier (première et deuxième espèce). | 88              | Paris                                                                   | oui                                                                   |
|      | 1882-05-23               | George-François-Marie-Pierre Simart       | Commentaire sur deux mémoires de Riemann relatifs à la théorie générale des fonctions et au principe de Dirichlet. | 129             | Paris                                                                   | oui                                                                   |
|      | 1882-06-24               | Gabriel Koenigs                           | Sur les propriétés infinitésimales de l'espace réglé. | 120             | Paris                                                                   | oui                                                                   |
|      | 1882-07-28               | Léon Autonne                              | Recherches sur les intégrales algébriques des équations différentielles linéaires à coefficients rationnels. | 88              | Paris                                                                   | oui                                                                   |
|      | 1882-11                  | Victor Rouquet                            | Étude géométrique des surfaces dont les lignes de courbure d'un système sont planes. | 143             | Montpellier                                                             | non                                                                   |
| 1883 | 1883-04-20               | Louis Raffy                               | Recherches algébriques sur les intégrales abéliennes. | 86              | Paris                                                                   | oui                                                                   |
|      | 1883-07-04               | Georges-Édouard-August Brunel             | Étude sur les relations algébriques entre les fonctions hyperelliptiques de genre 3. | 62              | Paris                                                                   | oui (thèse) oui (publication dans les Annales scientifiques de l'ENS) |
|      | 1883-11-13               | Claude Guichard                           | Théorie des points singuliers essentiels. | 94              | Paris                                                                   | oui                                                                   |
| 1884 | 1884-07-17               | Jean-Albert Obrecht                       | Étude sur les éclipses des satellites de Jupiter. | 101             | Paris                                                                   | oui                                                                   |
|      | 1884-07-24               | Conrad-Frédéric-Jules Molk                | Sur une notion qui comprend celle de la divisibilité et sur la théorie générale de l'élimination. | 167             | Paris                                                                   | oui                                                                   |
|      | 1884-07-25               | Cyparissos Stéphanos                      | Sur la théorie des formes binaires et sur l'élimination. | 65              | Paris                                                                   | oui                                                                   |
| 1885 | 1885-06-15               | Félix-Jean-Charles-Joseph Boquet          | Développement de la fonction perturbatrice : calcul des termes du 8e ordre. | 76              | Paris                                                                   | oui                                                                   |
|      | 1885-06-19               | Gustave Demartres                         | Sur les surfaces à génératrice circulaire. | 66              | Paris                                                                   | oui                                                                   |
|      | 1885-07-07               | Barthélemy-François-Samuel Dautheville    | Étude sur les séries entières par rapport à plusieurs variables imaginaires indépendantes. | 62              | Paris                                                                   | oui                                                                   |
|      | 1885-07-18               | Marie-Georges Humbert                     | Sur les courbes de genre un. | 141             | Paris                                                                   | oui                                                                   |
|      | 1885-07-28               | Charles Eugène Fabry                      | Sur les intégrales des équations différentielles linéaires à coefficients rationnels. | 102             | Paris                                                                   | non                                                                   |
| 1886 | 1886-03-26               | Camille-Antoinc-Marie-Bonaventure Berloty | Théorie des quantités complexes à n unités principales. | 127             | Paris                                                                   | oui                                                                   |
|      | 1886-04-02               | Claude-Edmond-Alfred Riquier              | Extension à l'hyperespace de la méthode de M. Carl Neumann pour la résolution de problèmes relatif aux fonctions de variable réelles qui vérifient l'équation différentielle Δf =0. | 112             | Paris                                                                   | non                                                                   |
|      | 1886-06-16               | Guillaume Bigourdan                       | Sur l'équation personnelle dans les mesures d'étoiles doubles. | 76              | Paris                                                                   | non                                                                   |
|      | 1886-06-30               | Thomas Joannes Stieltjes                  | Recherches sur quelques séries semi-convergentes. | 59              | Paris                                                                   | oui                                                                   |
|      | 1886-07-21               | Antoine-François Thévenet                 | Étude analytique du déplacement infiniment petit d'un corps solide. | 171             | Paris                                                                   | oui                                                                   |
|      | 1886-07-28               | Henri Andoyer                             | Contribution à la théorie des orbites intermédiaires. | 73              | Paris                                                                   | oui                                                                   |
| 1887 | 1887                     | Charles Cailler                           | Recherches sur les équations aux dérivées partielles et sur quelques points du calcul de généralisation. | 98              | Genève                                                                  | oui                                                                   |
|      | 1887                     | Eugène Brand                              | Notice sur la théorie de la fonction {\displaystyle X_{n}} de Legendre. | 107             | Bruxelles, thèse pour obtenir le titre de docteur agrégé                | non                                                                   |
|      | 1887-06-10               | Paul Painlevé                             | Sur les lignes singulières des fonctions analytiques. | 135             | Paris                                                                   | oui                                                                   |
|      | 1887-06-27               | Maurice-Théodore-Adolphe Hamy             | Étude sur la figure des corps célestes. | 53              | Paris                                                                   | oui                                                                   |
|      | 1887-06-28               | Paul-Émile Adam                           | Sur les systèmes triples orthogonaux. | 83              | Paris                                                                   | non                                                                   |
|      | 1887-10-26               | Émile-Victor Jamet                        | Sur les courbes et les surfaces tétraédrales. | 79              | Paris                                                                   | oui                                                                   |
|      | 1887-11-11               | Désiré-Jean-Baptiste Flamme               | Recherche des expressions approchées des termes très éloignés dans les développements du mouvement elliptique des planètes. | 128             | Paris                                                                   | non                                                                   |
| 1888 | 1888-06-19               | Albert Petot                              | Sur une extension du théorème de Pascal à la géométrie de l'espace. | 69              | Paris                                                                   | oui                                                                   |
|      | 1888-07-12               | Oscar-Joseph-Thêodore Vautier             | Recherche expérimentales sur la vitesse d'écoulement des liquides par un orifice en mince paroi. | 155             | Paris, thèse de physique                                                | oui                                                                   |
|      | 1888-07-16               | Marie-Antoine-Xavier Stouff               | Sur la transformation des fonctions fuchsiennes. | 108             | Paris                                                                   | oui                                                                   |
|      | 1888-10-30               | Pierre Duhem                              | De l'aimantation par influence. | 139             | Paris                                                                   | oui                                                                   |
|      | 1888-11-13               | Jules Riemann                             | Sur les problèmes de Dirichlet. | 84              | Paris                                                                   | oui                                                                   |
|      | 1888-11-27               | Charles-Henri Ribière                     | Sur divers cas de la flexion des prismes rectangles. | 51              | Paris                                                                   | non                                                                   |
| 1889 | 1889-03-14               | Eugène Cosserat                           | Sur le cercle considéré comme élément générateur de l'espace. | 81              | Paris                                                                   | oui                                                                   |
|      | 1889-07-22               | Henri Gustave Vogt                        | Sur les invariants fondamentaux des équations différentielles linéaires du second ordre. | 69              | Paris                                                                   | oui                                                                   |
|      | 1889-11-30               | Stanisław Zaremba                         | Sur un problème concernant l'état calorifique d'un corps solide homogène indéfini. | 73              | Paris                                                                   | non                                                                   |
| 1890 | 1890-02-26               | Moïse Emmanuel Carvallo                   | 1. Influence du terme de dispersion de Briot sur les lois de la double refraction. 2. Méthode pratique pour la résolution numérique complète des équations algébriques ou transcendantes. | 126+40          | Paris                                                                   | oui (1)                                                               |
|      | 1890-06-23               | Émile-Maxime Blutel                       | Recherches sur les surfaces qui sont en même temps lieux de coniques et enveloppes de cônes du second degré. | 62              | Paris                                                                   | oui                                                                   |
|      | 1890-07-04               | Jules-Frédéric-Charles Andrade            | Sur le mouvement d'un corps soumis à l'attraction newtonienne de deux corps fixes, et sur l'extension d'une propriété des mouvements képlériens. | 57              | Paris                                                                   | oui                                                                   |
|      | 1890-07-10               | Joseph Lyon                               | Sur les courbes à torsion constante. | 77              | Paris                                                                   | oui (?)                                                               |
|      | 1890-07-11               | Pierre Paul Rivereau                      | Sur les invariants de certaines classes d'équations différentielles homogènes par rapport à la fonction inconnue et à ses dérivées. | 135             | Paris                                                                   | non                                                                   |
| 1891 | 1891-01-22               | François Constant Stéphane Mangeot        | De la symétrie courbe. | 162             | Paris                                                                   | non                                                                   |
|      | 1891-04-14               | Charles Émile Ernest Bourlet              | Sur les équations aux dérivées partielles simultanées qui contiennent plusieurs fonctions inconnues. | 68              | Paris                                                                   | oui                                                                   |
|      | 1891-07-23               | Wladimir de Tannenberg                    | Sur les équations aux dérivées partielles du premier ordre à deux variables indépendantes, qui admettent un groupe continu de transformations. | 152             | Paris                                                                   | oui                                                                   |
|      | 1891-10-29               | Jean-Jules Cels [Couybes]                 | Sur les équations différentielles linéaires ordinaires. | 79              | Paris                                                                   | oui                                                                   |
| 1892 | 1892-03-16               | Théophile Luc Picart                      | Sur la désintégration des essaims météoriques. | 72              | Paris                                                                   | non                                                                   |
|      | 1892-03-30               | François Gonnessiat                       | Recherches sur l'équation personnelle dans les observations astronomiques de passages. | 172             | Paris                                                                   | oui                                                                   |
|      | 1892-04-18               | Henri Padé                                | Sur la représentation approchée d'une fonction par des fractions rationnelles. | 97              | Paris                                                                   | oui                                                                   |
|      | 1892-05-18               | Jacques Hadamard                          | Essai sur l'étude des fonctions données par leur développement de Taylor. | 89              | Paris                                                                   | oui                                                                   |
|      | 1892-06-13               | Ernest Vessiot                            | Sur l'intégration des équations différentielles linéaires. | 93              | Paris                                                                   | oui                                                                   |
|      | 1892-06-28               | Amédée Paraf                              | Sur le problème de Dirichlet et son extension au cas de l'équation linéaire générale du second ordre. | 75              | Paris                                                                   | oui                                                                   |
|      | 1892-11-25               | Louis-Justin Perchot                      | Sur les mouvements des nœuds et du périgée de la Lune et sur les variations séculaires des excentricités et des inclinaisons. | 92              | Paris                                                                   | oui                                                                   |
|      | 1892-12-06               | Louis Gérard                              | Sur la géométrie non euclidienne. | 118             | Paris                                                                   | oui                                                                   |
|      | 1892-12-07               | Edmond Théodore Maillet                   | Recherches sur les substitutions, et en particulier sur les groupes transitifs. | 132             | Paris                                                                   | oui                                                                   |
|      | 1892-12-13               | Henri Bouasse                             | Réflexion et réfraction dans les milieux isotropes, transparents et absorbants. | 158             | Paris                                                                   | oui (partie 1) oui (partie 2)                                         |
| 1893 | 1893-7-8                 | André Joseph Auric                        | Les équations linéaires et leurs applications. | 91              | Grenoble                                                                | oui                                                                   |
|      | 1893-11-11               | Raymond Le Vavasseur                      | Sur le système d'équations aux dérivées partielles simultanées auxquelles satisfait la série hypergéométrique à deux variables. | 205             | Paris                                                                   | [ https://patrimoine.sorbonne-universite.fr/idurl/1/1737 oui]         |
|      | 1893-11-15               | Célestin Benjamin Sautreaux               | Sur une équation d'hydrodynamique. | 88              | Paris                                                                   | oui                                                                   |
|      | 1893-11-30               | Arthur Tresse                             | Sur les invariants différentiels des groupes continus de transformations. | 88              | Paris                                                                   | oui ou oui                                                            |
|      | 1893-12-14               | Dorothea Klumpke                          | Contribution à l'étude des anneaux de Saturne. | 64              | Paris                                                                   | oui                                                                   |
|      | 1893-12-19               | Georges E. Périer                         | Sur une équation différentielle du troisième ordre. | 129             | Paris                                                                   | non                                                                   |
|      | 1893-12-29               | Louis Fabry                               | Étude sur la probabilité des comètes hyperboliques et l'origine des comètes. | 214             | Paris                                                                   | non                                                                   |
| 1894 | 1894-01-18               | François-Xavier Antomari                  | Application de la méthode cinématique à l'étude des surfaces réglées ; mouvement d'un corps solide assujetti à cinq conditions. | 113             | Paris                                                                   | oui                                                                   |
|      | 1894-03-08               | Théodule Caronnet                         | Recherches sur les surfaces isothermiques et les surfaces dont les rayons de courbures sont fonctions l'un de l'autre. | 70              | Paris                                                                   | non                                                                   |
|      | 1894-03-16               | Eugène Cahen                              | Sur la fonction de Riemann et sur des fonctions analogues. | 93              | Paris                                                                   | oui                                                                   |
|      | 1894-04-10               | Auguste C. Grévy                          | Étude sur les équations fonctionnelles. | 75              | Paris                                                                   | oui                                                                   |
|      | 1894-06-07               | Constantinos Maltézos                     | 1. Les enveloppes solides minces. 2. Les cloches. | 51              | Paris                                                                   | oui                                                                   |
|      | 1894-06-08               | Pierre Cousin                             | Sur les fonctions de n variables complexes. | 60              | Paris                                                                   | oui                                                                   |
|      | 1894-06-14               | Émile Borel                               | Sur quelques points de la théorie des fonctions. | 47              | Paris                                                                   | oui                                                                   |
|      | 1894-06-27               | Maurice Lelieuvre                         | Sur les surfaces à génératrices rationnelles. | 88 (107)        | Paris                                                                   | oui                                                                   |
|      | 1894-06-27               | Jean-Armand de Séguier                    | Sur deux formules fondamentales dans la théorie des formes quadratiques et de la multiplication complexe d'après Kronecker. | 339             | Paris                                                                   | oui                                                                   |
|      | 1894-06-28               | Élie Cartan                               | Sur la structure des groupes de transformations finis et continus. | 157             | Paris                                                                   | oui                                                                   |
|      | 1894-06-29               | Michel Petrovitch                         | Sur les zéros et les infinis des intégrales des équations différentielles algébriques. | 109             | Paris                                                                   | oui                                                                   |
| 1895 | 1895                     | René de Saussure                          | Sur la génération des courbes par roulement. | 99              | Johns Hopkins, Baltimore                                                | oui                                                                   |
|      | 1895-01-22               | Émile Lacour                              | 1. Des fonctions d'un point analytique à multiplicateurs exponentiels ou à périodes rationnelles. 2. Sur l'équation de la chaleur. | 70              | Paris                                                                   | oui                                                                   |
|      | 1895-01-24               | Jean-Marie Le Roux                        | Sur les intégrales des équations linéaires aux dérivées partielles du second ordre à deux variables indépendantes. | 92              | Paris                                                                   | oui                                                                   |
|      | 1895-03-28               | Étienne Delassus                          | Sur les équations linéaires aux dérivées partielles à caractéristiques réelles. | 67              | Paris                                                                   | oui                                                                   |
|      | 1895-05-29               | Jules Delemer                             | Sur le mouvement varié de l'eau dans les tubes capillaires cylindriques, évasés à leur entrée, et sur l'établissement du régime uniforme dans ces tubes. | 77              | Paris                                                                   | non                                                                   |
|      | 1895-06-21               | Maximilian Edler von Leber                | 1. Interpolation parabolique et hyperbolique. 2. Convergence des séries algébriques. |                 | Paris                                                                   | non                                                                   |
|      | 1895-11-05               | Nicolae Coculescu                         | Sur les expressions approchées des termes de l'ordre élevé dans le développement de la fonction perturbatrice. | 84              | Paris                                                                   | oui                                                                   |
| 1896 | 1896                     | Louis Crelier                             | Sur quelques propriétés des fonctions Besséliennes tirées de la théories des fractions continues. | 31              | Berne                                                                   | non                                                                   |
|      | 1896 (?)                 | Anders Leonard Axel Söderblom             | Sur la fonction elliptique fondamentale s=p(u; g2, g3). | 56              | Uppsala                                                                 | oui (?)                                                               |
|      | 1896-02-28               | Jules Rougier                             | Sur quelques sous-groupes de la 11e classe du groupe modulaire. | 117             | Paris                                                                   | oui                                                                   |
|      | 1896-05-27               | Jules Alphonse Edouard Beudon             | Sur les systèmes d'équations aux dérivées partielles dont les caractéristiques dépendent d'un nombre fini de paramètres. | 55              | Paris                                                                   | oui                                                                   |
|      | 1896-06-08               | Jean-Marie Haure                          | Recherches sur les points de Weierstrass d'une courbe plane algébrique. | 88              | Paris                                                                   | oui                                                                   |
|      | 1896-06-08               | Alexandre Thybaut                         | Sur la déformation d'un paraboloïde et sur quelques problèmes qui s'y rattachent. | 54              | Paris                                                                   | oui                                                                   |
| 1897 | 1897                     | René Swyngedauw                           | Contribution à l'étude des décharges. Les potentiels explosifs statique et dynamique. | 41              | Paris, thèse de physique                                                | non                                                                   |
|      | 1897                     | Charlotte Wedell                          | Application de la théorie des fonctions elliptiques à la solution du problème de Malfatti. |                 | Lausanne, thèse de science                                              | non                                                                   |
|      | 1897-03-23               | Adrien Féraud                             | Sur la valeur approchée des coefficients d'ordre élevé dans les développements en série. | 205             | Paris                                                                   | non                                                                   |
|      | 1897-03-24               | Martial Simonin                           | Sur l'orbite de 108 Hécube. | 74              | Paris                                                                   | oui                                                                   |
|      | 1897-06-10               | Leopold Leau                              | Étude sur les équations fonctionnelles à une ou à plusieurs variables. | 118             | Paris                                                                   | oui                                                                   |
|      | 1897-06-10               | Jean Mascart                              | Contribution à l'étude des planètes télescopiques. | 112             | Paris                                                                   | oui                                                                   |
|      | 1897-06-11               | Paul-Israël Suchar                        | Sur le problème général de l'inversion et sur une classe de fonctions qui se ramènent à des fonctions à multiplicateurs. | 51              | Paris                                                                   | non                                                                   |
|      | 1897-06-21               | Auguste Boulanger                         | Contribution à l'étude des équations différentielles linéaires et homogènes intégrables algébriquement. | 138             | Paris                                                                   | oui                                                                   |
|      | 1897-06-22               | Auguste-Victor Lebeuf                     | 1. Sur une nouvelle démonstration des polynomes Hansen-Tisserand. Applications. 2. Tables pour le calcul des perturbations de Jupiter sur les petites planètes. | 85              | Paris                                                                   | oui (1)                                                               |
|      | 1897-11-13               | Louis Alexandre Jules Desaint             | Sur quelques points de la théorie des fonctions. | 75              | Paris                                                                   | oui                                                                   |
|      | 1897-11-24               | François Nau                              | Formation et extinction du clapotis. | 55              | Paris                                                                   | non                                                                   |
| 1898 | 1898-01-21               | Henry Bourget                             | Sur une classe particulière de groupes hyperabéliens. | 102             | Paris                                                                   | oui                                                                   |
|      | 1898-04-22               | Édouard Le Roy                            | Sur l'intégration des équations de la chaleur. | 257             | Paris                                                                   | oui suite                                                             |
|      | 1898-06-24               | Jules Drach                               | Essai sur une théorie générale de l'intégration et sur une classification des transcendantes. | 142             | Paris                                                                   | oui                                                                   |
|      | 1898-06-24               | Francisque Marotte                        | Les équations différentielles linéaires et la théorie des groupes. | 92              | Paris                                                                   | oui                                                                   |
| 1899 | 1899                     | Henri Fehr                                | Application de la méthode vectorielle de Grassmann à la géométrie infinitésimale. | 100             | Genève, doctorat ès sciences                                            | oui                                                                   |
|      | 1899-03-24               | René Baire                                | Sur les fonctions de variables réelles. | 122             | Paris                                                                   | oui                                                                   |
|      | 1899-06-28               | Armand Cahen                              | Sur la formation explicite des équations différentielles du premier ordre dont l'intégrale générale est une fonction à nombre fini de branches. | 96              | Paris                                                                   | oui                                                                   |
|      | 1899-06-28               | Maurice Servant                           | Essai sur les séries divergentes. | 61              | Paris                                                                   | oui                                                                   |
|      | 1899-06-30               | Georges Tzitzéica                         | Sur les congruences cycliques et sur les systèmes triplement conjugués. | 56              | Paris                                                                   | oui                                                                   |
|      | 1899-11-29               | Émile Cotton                              | Sur les variétés à trois dimensions. | 54              | Paris                                                                   | oui                                                                   |
|      | 1899-12-20               | Paul Sacerdote                            | Recherches théoriques sur les déformations électriques des diélectriques solides isotropes. | 112             | Paris, thèse de physique                                                | non                                                                   |

### 1900 - 1949
|      | Soutenance | Nom de l'auteur                     | Titre | nombre de pages | Lieu                                                                                 | accessible             |
| 1900 | 1900       | Jarl Waldemar Lindeberg             | Sur l'intégration de certaines équations aux dérivées partielles du second ordre. | 45              | Helsingfors                                                                          | non                    |
|      | 1900-03-29 | Louis Bachelier                     | Théorie de la spéculation. | 70              | Paris                                                                                | oui                    |
|      | 1900-11-08 | Eugène Estanave                     | Contribution à l'étude de l'équilibre élastique d'une plaque rectangulaire mince dont deux bords opposés au moins sont appuyés sur un cadre. | 72              | Paris                                                                                | oui                    |
|      | 1900-11-19 | Antoine Davidoglu                   | Sur l'équation des vibrations transversales des verges élastiques. | 100             | Paris                                                                                | oui                    |
| 1901 | 1901       | Charles Michel                      | Sur les applications géométriques du théorème d'Abel. | 54              | Paris                                                                                | oui                    |
|      | 1901       | Raymond Alezais                     | Sur une classe de fonctions hyperfuchsiennes et sur certaines substitutions linéaires qui s'y rapportent | 196             | Paris                                                                                | oui autre version      |
|      | 1901-03-15 | Henri Bénard                        | Les tourbillons cellulaires dans une nappe liquide propageant de la chaleur par convection, en régime permanent. | 88              | Paris, thèse de physique                                                             | non                    |
|      | 1901       | Adolphe Buhl                        | Sur les équations différentielles simultanées et la forme aux dérivées partielles adjointe. | 64              | Paris                                                                                | non                    |
|      | 1901       | Maurice Godefroy                    | La fonction gamma : théorie, histoire, bibliographie. | 94              | Paris, thèse d'université                                                            | non                    |
|      | 1901       | Ştefan N. Burileanu                 | Méthode de balistique extérieure. | 51              | Paris                                                                                | non                    |
|      | 1901       | Hippolyte Lacaze                    | Sur la connexion linéaire de quelques surfaces algébriques. | 73              | Toulouse                                                                             | oui                    |
|      | 1901       | Jules Richard                       | 1. Sur la surface des ondes de Fresnel. 2. Des analogies entre les équations algébriques et les équations différentielles linéaires : extension des idées de Galois à la théorie de ces équations différentielles.                                      | 134             | Paris                                                                                | oui                    |
|      | 1901-07-06 | Harris Hancock                      | Mémoire sur les systèmes modulaires de Kronecker. | 115             | Paris, thèse d'université                                                            | oui, autre publication |
| 1902 | 1902       | Jean Clairin                        | Sur les transformations de Baecklund. | 67              | Paris                                                                                | oui                    |
|      | 1902       | Gaston Combebiac                    | Calcul des triquaternions. | 123             | Paris                                                                                | oui                    |
|      | 1902 (?)   | E. Jaggi ou Iaggi (?)               | Sur la détermination des fonctions qui admettent les substitutions d'un groupe donné, et seulement ces substitutions-là. | ?               | ?                                                                                    | partie1 et ? partie2   |
|      | 1902-06-30 | Henri Lebesgue                      | Intégrale, longueur, aire. | 130             | Paris                                                                                | oui                    |
|      | 1902       | Modeste Stuyvaert                   | Étude de quelques surfaces algébriques engendrées par des courbes du second et du troisième ordre. | 82              | Gand, dissertation inaugurale                                                        | oui                    |
|      | 1902-05-28 | Joseph Coulon                       | Sur l'intégration des équations aux dérivées partielles du second ordre par la méthode des caractéristiques. | 124             | Paris                                                                                | oui                    |
|      | 1902-06    | Marie-Charles-Maurice De Montcheuil | Sur une classe de surfaces. | 83              | Paris                                                                                | oui                    |
| 1903 | 1903       | Henri Dulac                         | Recherches sur les points singuliers des équations différentielles. | 125             | Paris                                                                                | oui                    |
|      | 1903       | Birger Lindgren                     | Sur le cas d'exception de M. Picard dans la théorie des fonctions entières. | 38              | Uppsala                                                                              | non                    |
|      | 1903       | Octave Marie Étienne Manville       | Sur la déformation finie d'un milieu continu. | 80              | Bordeaux                                                                             | non                    |
|      | 1903-10-24 | Pierre Boutroux                     | Sur quelques propriétés des fonctions entières. | 128             | Paris                                                                                | oui                    |
| 1904 | 1904       | Serge Bernstein                     | Sur la nature analytique des solutions des équations aux dérivées partielles du second ordre. | 63              | Paris                                                                                | oui                    |
|      | 1904-04-23 | Robert d'Adhémar                    | Sur une classe d'équations aux dérivées partielles du second ordre du type hyperbolique, à 3 ou 4 variables indépendantes. | 77              | Paris                                                                                | oui                    |
|      | 1904-06-29 | Gustave Dumas                       | Sur les fonctions à caractère algébrique dans le voisinage d'un point donné. | 86              | Paris, doctorat d'université                                                         | oui                    |
|      | 1904-06    | Ernest Esclangon                    | Les fonctions quasi périodiques. | 282             | Paris                                                                                | oui                    |
|      | 1904-06-28 | Maurice Potron                      | Les groupes d'ordre p6. | 174             | Paris                                                                                | oui                    |
|      | 1904       | Pierre Van Deuren                   | Théorie des champs continus bilinéaires. | 91              | Paris, doctorat d'université                                                         | non                    |
|      | 1904       | Paul Wiernsberger                   | Recherches diverses sur les polygones réguliers et les radicaux superposés. | 127 (in-8o)     | Lyon                                                                                 | non                    |
| 1905 | 1905       | Georges Remoundos                   | Sur les zéros d'une classe de fonctions transcendantes. | 72              | Paris                                                                                | oui                    |
|      | 1905       | Louis Kollros                       | Un algorithme pour l'approximation simultanée de deux grandeurs. | 48              | Zürich                                                                               | non                    |
|      | 1905       | Ruben Mattson                       | Contribution à la théorie des fonctions entières. | 96              | Uppsala                                                                              | non                    |
|      | 1905       | Robert de Montessus de Ballore      | Sur les fractions continues algébriques. | 85              | Paris                                                                                | oui                    |
|      | 1905       | Dimitri Pompeiu                     | Sur la continuité des fonctions de variables complexes. | 51              | Paris                                                                                | oui                    |
|      | 1905       | Jean Réveille                       | Étude synthétique et analytique du déplacement d'un système qui reste semblable à lui-même. | 153             | Paris                                                                                | non                    |
|      | 1905       | Pierre Stoenesco-Dunare             | Sur la propagation et l'extinction des ondes planes dans un milieu homogène et translucide. | 39/45           | Paris                                                                                | non                    |
|      | 1905       | Édouard Husson                      | Recherche des intégrales algébriques dans le mouvement d'un solide pesant autour d'un point fixe. | 80              | Paris                                                                                | oui                    |
|      | 1905       | Ludovic Zoretti                     | Sur les fonctions analytiques uniformes qui possèdent un ensemble parfait discontinu de points singuliers. | 51              | Paris                                                                                | oui                    |
| 1906 | 1906       | Sauveur Carrus                      | Familles de surfaces à trajectoires orthogonales planes. | 87              | Paris                                                                                | oui                    |
|      | 1906       | Pierre Fatou                        | Séries trigonométriques et séries de Taylor. | 66              | Paris                                                                                | oui                    |
|      | 1906       | Gaston Fayet                        | Recherches concernant les excentricités des comètes. | 136             | Paris                                                                                | oui autre version      |
|      | 1906       | Maurice Fréchet                     | Sur quelques points du calcul fonctionnel. | 74              | Paris                                                                                | non                    |
|      | 1906       | Samuel Lattès                       | Sur les équations fonctionnelles, qui définissent une courbe ou une surface invariante par une transformation. | 139             | Paris                                                                                | oui                    |
|      | 1906       | Dominique Saint-Blancat             | Action d'une masse intramercurielle sur la longitude de la Lune. | 103             | Paris                                                                                | oui                    |
|      | 1906-06-16 | Robert Bernstein                    | Les courbes du troisième degré. | 38              | Besançon, thèse d'université                                                         | non                    |
| 1907 | 1907       | Georges Bertrand                    | Sur une fonction déduite de la fonction O de M. Appell : ses rapports avec les fonctions sigma ; quelques propriétés. | 42              | Paris ?                                                                              | non                    |
|      | 1907       | Ture Carlbaum                       | Contributions à la théorie des mouvements infiniment petits d'un gaz hétérogène. | 57              |                                                                                      | non                    |
|      | 1907       | Armand Lambert                      | Sur les coefficients du développement de la fonction perturbatrice. | 45              | Paris                                                                                | oui                    |
|      | 1907       | Paul Montel                         | Sur les suites infinies de fonctions. | 103             | Paris                                                                                | oui                    |
|      | 1907       | Heloïs Ollivier                     | Recherches sur la capillarité. | 96              | Paris, thèse de physique                                                             | oui                    |
|      | 1907       | Claude-Émile Traynard               | Sur les fonctions thêta de deux variables et les surfaces hyperelliptiques. | 101             | Paris                                                                                | oui                    |
| 1908 | 1908       | Samuel Dumas                        | Sur le développement des fonctions elliptiques en fractions continues. | 59              | Zürich                                                                               | non                    |
|      | 1908       | Nicolae Enache de la Olt            | Hydrodynamique : Contribution à la théorie de l'écoulement sur les déversoirs en mince paroi et à nappe noyée en dessous. | 37              | Paris                                                                                | non                    |
|      | 1908       | Horace Bryon Heywood                | Sur l'équation fonctionnelle de Fredholm et quelques-unes de ses applications. | 113             | Paris, doctorat d'université                                                         | non                    |
|      | 1908       | Trajan Lalesco                      | Sur l'équation de Volterra. | 78              | Paris                                                                                | oui                    |
|      | 1908       | Michel Plancherel                   | Sur les congruences (mod. {\displaystyle 2^{m}}) relatives au nombre des classes des formes quadratiques binaires aux coefficients entiers et à discriminant négatif                                                                                    | 93              | Fribourg                                                                             | non                    |
|      | 1908       | Constantin Popovici                 | Sur les surfaces intégrales communes aux équations différentielles. | 68              | Paris                                                                                | oui                    |
|      | 1908       | Louis Gabriel Remy                  | Sur une classe de surfaces algébriques liées aux fonctions abéliennes de genre trois. | 90              | Paris                                                                                | oui                    |
|      | 1908       | Georges Rousier                     | Ondes par émersion. | 45              | Paris                                                                                | non                    |
|      | 1908       | Eugène Chatelain                    | Relations entre les nombres de classes dans les différents ordres de formes binaires quadratiques d'un déterminant donné. | 80              | Zürich                                                                               | non                    |
|      | 1908       | Simion Sanielevici                  | Sur les équations différentielles des cordes et des membranes vibrantes. | 75              | Paris, thèse d'université (?)                                                        | oui                    |
|      | 1908       | Bernhard Svensson                   | Études sur les fonctions définies par une série de Taylor. | 99              | Lund                                                                                 | non                    |
| 1909 | 1909       | Paul Caubet                         | Étude des principales inégalités du mouvement de la Lune qui dépendent de l'inclinaison. | 91              | Paris                                                                                | oui                    |
|      | 1909       | Paul Dienes (en)                    | Essai sur les singularités des fonctions analytiques. | 88              | Paris, doctorat d"université                                                         | oui                    |
|      | 1909       | Léon Julliot de la Morandière       | De la réserve mathématique des primes dans l'assurance. | 600             | Paris, thèse de droit                                                                | non                    |
|      | 1909       | Erik Stridsberg                     | Sur quelques propriétés arithmétiques de certaines fonctions transcendantes. | 60              | Stockholm                                                                            | oui                    |
|      | 1909       | Henri Vergne                        | Contribution à la théorie des ondes liquides. | 85              | Paris                                                                                | non                    |
|      | 1909-06-26 | Bertrand Gambier                    | Sur les équations différentielles du second ordre et du premier degré dont l'intégrale générale est à points critiques fixes. | 55              | Paris                                                                                | oui                    |
|      | 1909-11-27 | Arnaud Denjoy                       | Sur les produits canoniques d'ordre infini. | 136             | Paris                                                                                | oui                    |
| 1910 | 1910       | Jules Haag                          | Familles de Lamé composées de surfaces égales. Généralisations. Applications. | 89              | Paris                                                                                | oui                    |
|      | 1910       | André Léauté                        | Recherches sur la décharge des condensateurs. | 73              | Paris, thèse de physique                                                             | non                    |
|      | 1910       | Louis Roy                           | Recherches sur les propriétés thermomécaniques des corps solides. | 69              | Paris                                                                                | oui                    |
|      | 1910-12-10 | Jean Chazy                          | Sur les équations différentielles du troisième ordre et d'ordre supérieur dont l'intégrale générale a ses points critiques fixes. | 69              | Paris                                                                                | oui                    |
|      | 1910-12-24 | Jules Sire                          | Sur les fonctions entières de deux variables d'ordre apparent total fini. | 91              | Paris                                                                                | oui                    |
| 1911 | 1911       | Jules Arnoult                       | Sur le mouvement d'un fil dans l'espace. | 144             | Nancy                                                                                | oui                    |
|      | 1911       | Georges de Bothezat                 | Étude de la stabilité de l'aéroplane. Avec une préface de Paul Painlevé. | 192 (in-8o)     | Paris, doctorat d'université (?)                                                     | oui                    |
|      | 1911       | Paul Lévy                           | Sur les équations intégro-différentielles définissant des fonctions de lignes. | 120             | Paris                                                                                | oui                    |
|      | 1911       | Menneret                            | Mouvement oscillatoire et mouvement uniforme des liquides dans les tubes cylindriques. Coefficient de frottement interne. | 163             | Paris, thèse de physique                                                             | oui                    |
|      | 1911       | Émile Turrière                      | Sur les congruences de normales qui appartiennent a un complexe donné. | 88              | Paris                                                                                | oui                    |
|      | 1911-04-27 | Albert Châtelet                     | Sur certains ensembles de tableaux et leur application à la théorie des nombres. | 103             | Paris                                                                                | oui                    |
|      | 1911-05-23 | Émile Gau                           | Sur l'intégration des équations aux dérivées partielles du second ordre par la méthode de M. Darboux. | 118             | Paris                                                                                | oui                    |
|      | 1911-06    | Eugène Barré                        | 1. Sur une classe de solutions des équations indéfinies de l'équilibre d'élasticité. 2. Application de la géométrie cinématique à la théorie des surfaces engendrées par une courbe variable.                                                           | 118             | Lille                                                                                | oui                    |
|      | 1911-06-01 | Henri Villat                        | Sur la résistance des fluides. | 109             | Paris                                                                                | oui                    |
|      | 1911-06-18 | Théophile Annycke                   | Contribution à l'étude thermomécanique des tiges et des plaques. | 77              | Paris                                                                                | oui                    |
|      | 1911-06-19 | Zygmunt Janiszewski                 | Sur les continus irréductibles entre deux points. | 93              | Paris                                                                                | oui                    |
|      | 1911-06-23 | Armand Duchesne                     | Recherches sur les propriétés de la vapeur d'eau surchauffée. Les enveloppes de vapeur, leur mode d'action, leur fonctionnement, leur influence sur le rendement économique des machines.                                                               | 118             | Paris, doctorat d'université en physique (?)                                         | non                    |
|      | 1911-06-24 | René Garnier                        | Sur des équations différentielles du troisième ordre dont l'intégrale générale est uniforme et sur une classe d'équations nouvelles d'ordre supérieur dont l'intégrale générales a ses points critiques fixes.                                          | 126             | Paris                                                                                | oui                    |
| 1912 | 1912       | Alphonse Blondel                    | Sur la théorie des marées dans un canal ; application à la mer Rouge. | 57              | Toulouse                                                                             | oui (?)                |
|      | 1912       | Jean Bosler                         | Sur les relations des orages magnétiques et des phénomènes solaires. | 96              | Paris                                                                                | oui                    |
|      | 1912       | Georges Bouligand                   | Sur les fonctions de Green et de Neumann du cylindre. | 75              | Paris                                                                                | oui                    |
|      | 1912 (?)   | Gaston Cotty                        | Les fonctions abéliennes et la théorie des nombres. | 170             | Paris                                                                                | oui                    |
|      | 1912       | Lucien Godeaux                      | Recherches sur les systèmes de coniques de l'espace. | 80              | Liège, doctorat es sciences mathématiques et physiques                               | non                    |
|      | 1912       | Paul Helbronner                     | Résumé des opérations exécutées jusqu'à la fin de 1911 pour la description géométrique des Alpes françaises. | 173             | Paris                                                                                | non                    |
|      | 1912       | Renée Masson                        | Du roulement et des épicycloïdes en géométrie non-euclidienne. | 60              | Genève                                                                               | non                    |
|      | 1912       | Constantin Nicolau                  | Sur la variation dans le mouvement de la Lune. | 71              | Paris                                                                                | non                    |
|      | 1912       | Kyrille Popoff                      | Sur le mouvement de (108) Hécube. | 58              | Paris, thèse d'université                                                            | non                    |
|      | 1912-06-17 | Alexandre Véronnet                  | Rotation de l'ellipse hétérogène et figure exacte de la Terre. | 143             | Paris                                                                                | oui (?)                |
| 1913 | 1913       | Patrick-Joseph Browne               | Sur un problème d'inversion posé par Abel, et sur ses généralisations. | 146             | Paris, thèse d'université                                                            | oui                    |
|      | 1913       | Louis Roche                         | Sur la surface des ondes dans la polarisation rotatoire magnétique et dans quelques phénomènes plus généraux. | 98              | Paris                                                                                | non                    |
|      | 1913       | E. Caudrelier                       | Contribution à l'étude des inducteurs. | 62              | Paris, thèse de ?                                                                    | non                    |
|      | 1913       | Charles Fassbinder                  | Sur la dynamique des systèmes variables et la rotation de le Terre. | 57              | Paris                                                                                | non                    |
|      | 1913       | Charles Platrier                    | Sur les mineurs de la fonction déterminante de Fredholm et sur les systèmes d'équations intégrales linéaires. | 72              | Paris                                                                                | non                    |
|      | 1913       | Léon Rouyer                         | Sur la décomposition des quadriques et les surfaces conjuguées par rapport à un complexe du second degré. | 119             | Paris                                                                                | oui                    |
|      | 1913-04    | Jacques Trousset                    | Étude semi-analytique du mouvement du huitième satellite de Jupiter. | 61              | Paris                                                                                | oui                    |
|      | 1913-06-30 | Maurice Gevrey                      | Sur les équations aux dérivées partielles du type parabolique. | 212             | Paris                                                                                | oui                    |
| 1914 | 1914       | Martin Alander                      | Sur le déplacement des zéros des fonctions entières par leur dérivation. | 63              | Uppsala                                                                              | non                    |
|      | 1914       | Fernand Lévy                        | Sur la détermination, par les fonctions elliptiques, du nombre des classes de formes quadratiques binaires de déterminant négatif donné. | 48              | Zürich                                                                               | oui                    |
|      | 1914-06-20 | Georges Bratu                       | Sur l'équilibre des fils soumis à des forces intérieures. | 71              | Paris                                                                                | oui                    |
|      | 1914       | Fritz Carlson                       | Sur une classe de séries de Taylor. | 76              | Uppsala                                                                              | non                    |
|      | 1914       | Jacques Chapelon                    | Sur les relations entre les nombres des classes de formes quadratiques binaires de déterminant négatif. | 197             | Paris                                                                                | oui                    |
|      | 1914       | Felix Iversen                       | Recherches sur les fonctions inverses des fonctions méromorphes. | 67              | Helsingfors                                                                          | non                    |
|      | 1914       | Maurice Paschoud                    | Sur l'application de la méthode de Walther Ritz à l'étude de l'équilibre élastique d'une plaque carrée mince. | 54              | Paris                                                                                | non (?)                |
|      | 1914-01-09 | Théophile Got                       | Questions diverses concernant certaines formes quadratiques ternaires indéfinies et les groupes fuchsiens arithmétiques qui s'y rattachent | 100             | Paris                                                                                | oui                    |
|      | 1914-06-20 | Georges Valiron                     | Sur les fonctions entières d'ordre nul et d'ordre fini et en particulier sur les fonctions à correspondance régulière | 144             | Paris                                                                                | oui                    |
| 1915 | 1915       | Georges Giraud                      | Sur une classe de groupes discontinus de transformations birationnelles quadratiques et sur les fonctions de trois variables indépendantes restant invariables par ces transformations.                                                                 | 186             | Paris                                                                                | oui                    |
|      | 1915       | Joseph Kampé de Fériet              | Sur les fonctions hypersphériques | 111             | Paris                                                                                | oui                    |
|      | 1915       | Joseph Pérès                        | Sur les équations permutables de première espèce de M. Vito Volterra. | 102             | Paris                                                                                | oui                    |
|      | 1915-06-19 | A. Besserve                         | Le cercle et les surfaces cerclées en géométrie conforme. | 173             | Paris                                                                                | oui                    |
| 1916 | 1916       | B. Globa-Mikhaïlenko                | Sur quelques nouvelles figures d'équilibre d'une masse fluide en rotation. | 80              | Paris                                                                                | oui autre version      |
|      | 1916       | Benjamin Jekhowsky                  | Applications d'une méthode nouvelle pour le calcul des perturbations d'une petite planète ou d'une comète et pour la détermination de l'orbite d'une comète                                                                                             | 52              | Paris                                                                                | oui                    |
|      | 1916-01-15 | François Jager                      | Sur les marées d'un bassin à parois verticales. | 64              | Paris                                                                                | oui                    |
|      | 1916-04-07 | Aurel Angelesco                     | Sur des polynomes généralisant les polynomes de Legendre et d'Hermite et sur le calcul approché des intégrales multiples. | 150             | Paris                                                                                | oui                    |
|      | 1916-07-17 | Siméon Stoïlow                      | Sur une classe de fonctions de deux variables définies par les équations linéaires aux dérivées partielles. | 90              | Paris                                                                                | oui                    |
| 1917 | 1917       | Harald Cramér                       | Sur une classe de séries de Dirichlet. | 51              | Stockholm                                                                            | non                    |
|      | 1917       | Gaston Julia                        | Étude sur les formes binaires non quadratiques à indéterminées réelles ou complexes ou à indéterminées conjuguées. | 302             | Paris                                                                                | oui                    |
|      | 1917       | Pierre Lecomte du Noüy              | Recherches expérimentales et applications des méthodes de mesures et de calcul à un phénomène biologique : la cicatrisation. | 40              | Paris, doctorat d'université (en ?)                                                  | non                    |
| 1918 | 1918-09-21 | Thorild Dahlgren (sv)               | Sur le théorème de condensation de Cauchy. | 69              | Lund                                                                                 | oui                    |
|      | 1918       | Pierre Humbert                      | Sur les surfaces de Poincaré. | 92              | Paris                                                                                | oui                    |
|      | 1918-05-11 | Sigurd Stadler                      | Sur les systèmes d'équations aux différences finies linéaires et homogènes. | 65              | Lund                                                                                 | oui                    |
| 1919 | 1919       | Georges Cerf                        | Sur les transformations des équations aux dérivées partielles d'ordre quelconque à deux variables indépendantes. | 112             | Paris                                                                                | oui                    |
|      | 1919       | Axel Egnell                         | Géométrie infinitésimale vectorielle. | 129             | Paris                                                                                | oui                    |
|      | 1919       | Marie-Auguste Morel                 | Contribution à l'étude balistique des canons de gros calibre et à très longues portées. | 159             | Paris                                                                                | oui                    |
|      | 1919-05-24 | F. C. Clapier                       | Sur les surfaces minima ou elastoïdes. | 62              | Paris                                                                                | oui                    |
| 1920 | 1920       | Robert Deltheil                     | Sur la théorie des probabilités géométriques. | 76              | Paris                                                                                | oui                    |
|      | 1920       | Émile Haumé-Hérouard                | Contribution à l'étude des surfaces réelles rapportées aux coordonnées curvilignes de leurs lignes de courbure. | 72              | Paris                                                                                | oui                    |
|      | 1920-06-26 | Maurice Janet                       | Sur les systèmes d'équations aux dérivées partielles. | 98              | Paris                                                                                | oui                    |
|      | 1920       | André Marcelin                      | Propagation et réception des sons dans l'eau. | 92              | Paris, thèse es sciences physiques                                                   | non                    |
|      | 1920       | Gustaf Mikaelsson                   | Sur la nature analytique des solutions des équations linéaires aux dérivées partielles à caractéristique multiple. | 94              | Uppsala (?)                                                                          | non                    |
|      | 1920-12-03 | Alfred Errera                       | Du coloriage des cartes et de quelques questions d'analysis situs. | 66              | Bruxelles, université libre, doctorat spécial en sciences physiques et mathématiques | non                    |
| 1921 | 1921       | Louis Antoine                       | Sur l'homéomorphie de deux figures et de leurs voisinages. | 118             | Paris                                                                                | oui                    |
|      | 1921       | Georges Darmois                     | Sur les courbes algébriques à torsion constante. | 123             | Paris                                                                                | oui                    |
|      | 1921-06-08 | Jacques Soula                       | Sur la recherche des points singuliers de certaines fonctions définies par leur développement de Taylor. | 57              | Paris                                                                                | oui                    |
|      | 1921-07-06 | René Thiry                          | Sur les solutions multiples des problèmes d'hydrodynamique relatifs aux mouvements glissants. | 116             | Strasbourg                                                                           | oui                    |
|      | 1921       | Arvid Uhler                         | Sur les séries zétafuchsiennes. | 57              | Lund                                                                                 | non                    |
|      | 1921-06-16 | Jules Chuard                        | Questions d'Analysis situs. |                 | Lausanne                                                                             | non                    |
|      | 1921       | Rolin Louis Wavre                   | Sur quelques propriétés des suites de fonctions continues réelles et l'équation fonctionnelle {\displaystyle f[\varphi _{1}(t)]=f[\varphi _{2}(t)]}. | 39              | Genève                                                                               | non                    |
|      | 1921       | Charles Gallissot                   | La photométrie du point lumineux appliquée aux déterminations des éclats stellaires : absorption atmosphérique, scintillation, colorations et températures.                                                                                             | 234             | Lyon                                                                                 | oui                    |
|      | 1921-04    | Jules Lebel                         | Sur les surfaces isothermiques et les systèmes cycliques. | 124             | Paris                                                                                | oui                    |
|      | 1921-06-24 | René Gosse                          | De l'intégration des équations {\displaystyle s=f(x,y,z,p,q)} par la méthode de Darboux. | 74              | Paris                                                                                | oui                    |
|      | 1921       | Félix Vaney                         | Sur les polynômes de Laguerre. | 48              | Lausanne                                                                             | non                    |
| 1922 | 1922-05-24 | Bertil Almer                        | Sur quelques problèmes de la théorie des fonctions analytiques de deux variables complexes. | 70              | Stockholm                                                                            | non                    |
|      | 1922-05-17 | Raymond Jacques                     | Sur les surfaces telles que les axes des cercles osculateurs à une famille de lignes de courbure appartiennent à un complexe linéaire. | 72              | Paris                                                                                | oui                    |
|      | 1922       | Dmitri Riabouchinski                | 1. Recherches d'hydrodynamique. 2. Sur les équations générales du mouvement de corps solides dans un liquide incompressible. | 136             | Paris                                                                                | oui                    |
|      | 1922       | Edgar Schieldrop                    | Sur une classification des accélérations avec applications aux théorèmes généraux. | 56              | Paris                                                                                | oui                    |
|      | 1922-05-31 | Gaston Bertrand                     | La théorie des marées et les équations intégrales. | 118             | Paris                                                                                | oui                    |
|      | 1922-11-20 | Henri Béghin                        | Étude théorique des compas gyrostatiques Anschütz et Sperry. | 137             | Paris                                                                                | oui                    |
|      | 1922-12-21 | Raymond Boulouch                    | Théorie des systèmes optiques centrés. | 218             | Paris, thèse de sciences physiques                                                   | non                    |
| 1923 | 1923-06-16 | René Lagrange                       | Sur le calcul différentiel absolu. | 69              | Paris                                                                                | oui                    |
|      | 1923-09-03 | Szolem Mandelbrojt                  | Sur les séries de Taylor qui présentent des lacunes. | 60              | Paris                                                                                | oui                    |
|      | 1923-04-13 | Ervand Kogbetlianz                  | 1. Analogie entre les séries trigonométriques et les séries sphériques au point de vue de leur sommabilité par les moyennes arithmétiques. 2. Sur la représentation conforme.                                                                           | 72              | Paris                                                                                | oui                    |
|      | 1923-05-11 | Théodore Varopoulos                 | Sur la croissance et les zéros d'une classe de fonctions méromorphes. | 66              | Paris                                                                                | oui                    |
|      | 1923       | Marcel Porchet                      | Étude sur l'écoulement souterrain des eaux. | 106             | Paris                                                                                | oui                    |
|      | 1923-05-24 | Émile Vaulot                        | Congruences rectilignes qui sont en même temps W et de Ribaucour. | 100             | Paris                                                                                | oui                    |
|      | 1923-11-20 | Paul Mentré                         | 1. Les variétés de l'espace réglé étudiées dans leurs propriétés infinitésimales projectives. 2. Équilibrage. | 111             | Paris                                                                                | oui                    |
| 1924 | 1924-07-12 | Voislav Michkovitch                 | Études de statistique stellaire. | 148             | Montpellier                                                                          | oui                    |
|      | 1924       | Charles Inglin                      | Extension au problème aux différences finies d'une solution de l'équation différentielle linéaire à coefficients constants. | 67              | Genève                                                                               | non                    |
|      | 1924       | Rokuro Yamamoto                     | Sur les bases nouvelles de la sismophysique et sur la constitution interne du globe terrestre. | 59              | Paris                                                                                | non                    |
|      | 1924       | Dan Hulubei                         | Sur les relations entre la théorie des espaces à courbure constante et la géométrie des sphères. | 57              | Nancy, doctorat d'université                                                         | non                    |
|      | 1924       | Henri Mineur                        | Sur la théorie analytique des groupes continus finis. | 94              | Paris                                                                                | oui                    |
|      | 1924       | Herbert Ory                         | Sur les systèmes holoïdes de tritettarions. | 47              | Neuchatel                                                                            | non                    |
|      | 1924       | Léon Pomey                          | 1. Sur les équations intégro-différentielles et intégrales linéaires et non linéaires à une ou plusieurs variables. 2. Sur le dernier théorème de Fermat.                                                                                               | 64              | Paris                                                                                | oui                    |
|      | 1924-06-06 | André Sainte-Laguë                  | 1. Les réseaux 2. Surfaces minima. | 63              | Paris                                                                                | oui                    |
|      | 1924       | Alexandre Staempfli                 | Transformation par poloconiques et généralisation. | 51              | ETH Zürich                                                                           | oui                    |
|      | 1924-06-14 | Victor Lalan                        | Sur les propriétés infinitésimales projectives des variétés à trois dimensions. | 88              | Paris                                                                                | oui                    |
|      | 1924-11-28 | Henri Milloux                       | Le théorème de M. Picard. Suites de fonctions holomorphes. Fonctions méromorphes et fonctions entières. | 66              | Paris                                                                                | oui                    |
| 1925 | 1925       | Divsha Amira                        | La synthèse projective de la géométrie euclidienne | 24              | Genève                                                                               | non                    |
|      | 1925       | Marcel Légaut                       | Sur les systèmes de points du plan. Applications aux courbes gauches. | 114             | Paris                                                                                | oui                    |
|      | 1925-07-31 | Ben-Zion Linfield                   | Espace discret paramétrique et non paramétrique | 132             | Strasbourg                                                                           | oui                    |
|      | 1925       | A. Omara                            | Roulement sans pivotement d'un solide pesant de révolution sur un plan horizontal fixe. | 35              | Grenoble                                                                             | non                    |
|      | 1925-12-15 | Émile Paloque                       | Théorie analytique des planètes troyennes. | 132             | Paris                                                                                | oui                    |
|      | 1925       | Constantin Parvulesco               | 1. Sur les amas globulaires d'étoiles et leurs relations dans l'espace. 2. Les invariants intégraux. | 143             | Paris                                                                                | non                    |
|      | 1925-03-31 | René Risser                         | Essai sur la théorie des ondes par émersion. | 158             | Paris                                                                                | oui                    |
|      | 1925-05-28 | Florin Vasilesco                    | Sur les fonctions multiformes de variables réelles. | 96              | Paris                                                                                | oui                    |
|      | 1925       | Henri Krebs                         | 1. Sur deux équations aux dérivées partielles. 2. Sur la théorie du réglage en horlogerie. | 64              | Paris                                                                                | oui                    |
|      | 1925       | Pierre Dive                         | Le champ de la pesanteur : L'ellipsoïde fluide hétérogène en rotation et les dérives continentales | 106             | Genève                                                                               | non                    |
| 1926 | 1926       | Jacques Berge                       | Quelques applications de l'hydrodynamique. | 70              | Strasbourg                                                                           | non                    |
|      | 1926       | Henri Eyraud                        | 1. Physique mathématique : Les espaces métriques et les théories physico-géométriques. 2. Application des équations intégrales à la physique mathématique.                                                                                              | 56              | Paris                                                                                | non                    |
|      | 1926       | Philippe Le Corbeiller              | Contribution à l'étude des formes quadratiques à indéterminées conjuguées. | 180             | Paris                                                                                | oui                    |
|      | 1926-11-16 | Louis Long                          | Sur certaines transformations par polaires réciproques relativement au complexe linéaire et à la sphère. | 122             | Paris                                                                                | oui                    |
|      | 1926       | André Roussel                       | 1. Recherches sur le calcul des variations. 2. Le problème de Pfaff. | 74              | Paris                                                                                | oui                    |
|      | 1926-07-02 | Joachim Sudria                      | Contribution à la théorie de l'action euclidienne. | 100             | Paris                                                                                | oui                    |
|      | 1926-06-12 | Gustave Juvet                       | Sur une équation aux dérivées fonctionnelles partielles et sur une généralisation du théorème de Jacobi. | 57              | Paris                                                                                | oui                    |
| 1927 | 1927       | Paul C. Delens                      | Méthodes et problèmes des géométries différentielles euclidienne et conforme. | 190             | Paris                                                                                | oui                    |
|      | 1927-04-09 | Benjamin Jekhowsky                  | Étude sur les transcendantes Fourier-Bessel à plusieurs variables. | 52              | Paris                                                                                | oui                    |
|      | 1927       | Dumitru (ou Dimitri) V. Jonesco     | Sur une classe d'équations fonctionnelles. | 68              | Paris                                                                                | oui autre version      |
|      | 1927       | André Marchaud                      | Sur les dérivées et sur les différences des fonctions de variables réelles. | 98              | Paris                                                                                | oui                    |
|      | 1927       | Vincenc Nechvile                    | Recherches sur les mouvements propres de 3802 étoiles déterminées par la photographie. | 97              | Paris                                                                                | non                    |
|      | 1927       | Yves Rocard                         | L'hydrodynamique et la théorie cinétique des gaz. | 124             | Paris                                                                                | oui                    |
|      | 1927       | Paul Félix Vincensini               | Sur trois types de congruences rectilignes. | 80              | Toulouse                                                                             | oui autre version      |
|      | 1927-07-11 | Jean Favard                         | 1. Sur les fonctions harmoniques presque périodiques. 2. Théorèmes fondamentaux sur les groupes de transformations continus finis. | 115             | Paris                                                                                | oui                    |
| 1928 | 1928       | René Dovaz                          | Les épreuves répétées et les formules de Laplace. | 58              | Genève (?)                                                                           | non                    |
|      | 1928       | André Weil                          | L'arithmétique sur les courbes algébriques. | 36              | Paris                                                                                | oui                    |
|      | 1928       | Henri Cartan                        | Sur les systèmes de fonctions holomorphes à variétés lacunaires et leurs applications. | 100             | Paris                                                                                | oui                    |
|      | 1928       | André Charrueau                     | Sur les figures d'équilibre relatif d'une masse liquide en rotation. | 110             | Paris                                                                                | oui                    |
|      | 1928-06-02 | Basile Demtchenko                   | 1. Sur les cavitations solitaires dans un liquide infini. . 2. Sur l'influence des bords sur le mouvement d'un corps solide dans un liquide. | 136             | Paris                                                                                | oui                    |
|      | 1928       | Lucien Féraud                       | Sur une généralisation des correspondances ponctuelles qui établissent l'applicabilité projective. | 72              | Paris                                                                                | oui                    |
|      | 1928       | Serban Gheorghiu                    | Sur l'équation de Fredholm. | 80              | Paris                                                                                | oui                    |
|      | 1928       | Georges Nicoladzé                   | Sur la théorie du nombre de dimensions. | 100             | Paris                                                                                | oui                    |
|      | 1928-05-05 | Miron Nicolesco                     | Fonctions complexes dans le plan et dans l'espace. | 102             | Paris                                                                                | oui                    |
|      | 1928-12-12 | Alexandre Pantazi                   | Sur l'applicabilité projective des hypersurfaces développables. | 90              | Paris                                                                                | oui                    |
|      | 1928       | Francis Perrin                      | 1. Étude mathématique du mouvement brownien de rotation. 2. Le calcul des matrices et la théorie des formes bilinéaires à une infinité de variables. | 64              | Paris                                                                                | oui                    |
|      | 1928       | Jules Sebag                         | Sur l'équation aux dérivées partielles relative à l'aire d'une surface minima limitée à une courbe gauche et sur la recherche de ses solutions homogènes.                                                                                               | 116             | Paris                                                                                | oui                    |
|      | 1928-06-26 | David Williams                      | Compléments au théorème de M. Julia. | 51              | Strasbourg                                                                           | oui                    |
|      | 1928-11-07 | Georges Calugaréano                 | Sur les fonctions polygènes d'une variable complexe. | 60              | Paris                                                                                | oui                    |
| 1929 | 1929-12-20 | Fernand Aimond                      | Recherches d'hydrodynamique en vue de la détermination du mouvement de l'eau sur un barrage deversoir. | 92              | Paris                                                                                | oui                    |
|      | 1929       | Radu Lazăr Badescu                  | Recherches sur une équation intégrale linéaire. | 56              | Genève                                                                               | non                    |
|      | 1929       | René Leduc                          | Contribution à l'étude des poutres prismatiques. | 49              | Paris, doctorat d'université                                                         | non                    |
|      | 1929       | Sophie Piccard                      | Sur les courbes binomiales. | 50              | Lausanne                                                                             | non                    |
|      | 1929       | Rodolphe Nicolas Raclis             | Solution principale de l'équation aux différences finies de Poincaré. | 128             | Paris                                                                                | oui                    |
|      | 1929-12-19 | Jules Dubourdieu                    | Sur les réseaux de courbes et de surfaces. | 104             | Paris                                                                                | oui                    |
|      | 1929       | Félix Vaney                         | Le parallélisme absolu dans les espaces elliptiques réels à 3 et 7 dimensions et le principe de trialité dans l'espace elliptique à 7 dimensions. | 75              | Paris, doctorat d'université                                                         | oui                    |
|      | 1929-01-07 | Édouard Lainé                       | 1. Recherches sur les équations {\displaystyle s=f(x,y,z,p,q)} intégrables par la méthode de Darboux. 2. Les formes de Clifford de l'espace euclidien.                                                                                                  | 70              | Paris                                                                                | oui                    |
|      | 1929-02-27 | Alexandre Ghika                     | Sur les fonctions de carré sommable le long des contours de leur domaine d'holomorphisme et leurs applications aux équations différentielles linéaires d'ordre infini.                                                                                  | 165             | Paris                                                                                | oui                    |
|      | 1929-03-09 | Roger Brard                         | Quelques propriétés de la géométrie des carènes. | 96              | Paris                                                                                | oui                    |
|      | 1929-04-27 | Nicolas Ciorănesco                  | Le problème de Dirichlet pour les systèmes d'équations aux dérivées partielles du second ordre. | 82              | Paris                                                                                | oui                    |
|      | 1929-12-03 | Alexandre Froda                     | Sur la distribution des propriétés de voisinage des fonctions de variables réelles. | 121             | Paris                                                                                | oui                    |
| 1930 | 1930       | Édmée Chandon                       | Recherches sur les marées de la mer Rouge et du golfe de Suez. | 108             | Paris                                                                                | oui                    |
|      | 1930-04-28 | Myrtie Collier                      | 1. Sur quelques points de la théorie des fonctions entières et méromorphes d'ordre fini. 2. Groupes primitifs simplement transitifs de degré 31. | 38              | Strasbourg                                                                           | oui                    |
|      | 1930-05-19 | Pierre Dive                         | Rotations internes des astres fluides. | 96              | Paris                                                                                | oui                    |
|      | 1930       | Paul Dubreil                        | 1. Recherches sur la valeur des exposants de composants primaires des idéaux de polynomes. 2. Représentations des groupes abstraits discontinus finis par les groupes de substitutions linéaires.                                                       | 90              | Paris                                                                                | oui (1)                |
|      | 1930-12-22 | Albert Gay                          | 1. Mouvement lent varié d'un solide en liquide visqueux indéfini et incompressible. 2. Sur quelques travaux récents concernant les tourbillons dans les fluides visqueux.                                                                               | 106             | Paris                                                                                | oui                    |
|      | 1930-06-11 | Jacques Herbrand                    | Recherches sur la théorie de la démonstration. | 136             | Paris                                                                                | oui                    |
|      | 1930       | Kinjiro Kunugui                     | Sur la théorie du nombre de dimensions. | 84              | Paris                                                                                | oui                    |
|      | 1930-05-31 | Marcel Vasseur                      | Sur la conservation d'un réseau conjugué dans la déformation d'une surface. | 111             | Paris                                                                                | oui                    |
|      | 1930-05-21 | Vladimir Bernstein                  | Sur les singularités des séries de Dirichlet. | 104             | Paris                                                                                | oui                    |
|      | 1930-05-28 | Samuel Cholodenko                   | Sur la mesure des ensembles. | 124             | Paris                                                                                | oui                    |
| 1931 | 1931       | Édouard Callandreau                 | Sur l'application et l'extension des méthodes de Boussinesq à la détermination des coefficients de poussée dans les massifs pulvérulents à talus inclinés.                                                                                              | 78              | Paris                                                                                | oui                    |
|      | 1931       | Christos Caratzénis                 | Sur le problème plan et symétrique des trois corps. | 76              | Paris                                                                                | oui                    |
|      | 1931       | Nicolas Stoyko                      | Sur la mesure du temps et les problèmes qui s'y rattachent. | 124             | Paris                                                                                | oui                    |
|      | 1931-06-27 | Marie Charpentier                   | Sur les points de Peano d'une équation différentielle du premier ordre. | 35              | Poitiers                                                                             | oui                    |
|      | 1931-06-13 | Jean Coulomb                        | 1. Sur les ondes de Rayleigh et sur certaines transcendantes généralisant celles de Bessel. 2. Sur les ondes transversales superficielles (ondes de Love).                                                                                              | 56              | Paris                                                                                | oui                    |
|      | 1931-11-28 | Georges Durand                      | Sur une généralisation des surfaces convexes. | 90              | Paris                                                                                | oui                    |
|      | 1931-11-07 | Frédéric Marty                      | 1. Recherches sur la répartition des valeurs d'une fonction méromorphe. 2. Surfaces minima. | 88              | Paris                                                                                | oui                    |
|      | 1931       | Gaston Rabaté                       | Sur les notions originelles de la géométrie infinitésimale directe. | 72              | Toulouse                                                                             | oui                    |
|      | 1931       | François Marie Félix Rambaud        | Étude des points singuliers pour une équation linéaire du premier ordre. | 62              | Lyon                                                                                 | oui                    |
|      | 1931       | Nicolas Théodoresco                 | 1. La dérivée aréolaire et ses applications à la physique mathématique. 2. Étude sur la courbe limite dans le mouvement d'un courant d'air autour d'un cylindre solide.                                                                                 | 118             | Paris                                                                                | oui                    |
|      | 1931-03-20 | Marcel Courrier                     | Solutions entières des équations du genre 0. | 61              | Strasbourg                                                                           | oui                    |
|      | 1931-06-20 | Georges de Rham                     | Sur l'analysis situs des variétés à n dimensions. | 91              | Paris                                                                                | oui                    |
|      | 1931-06-23 | Marcel Brelot                       | Étude de l'équation de la chaleur {\displaystyle \Delta u=c(M)u(M}), {\displaystyle c(M)\geq 0}, au voisinage d'un point singulier du coefficient. | 106             | Paris                                                                                | oui                    |
|      | 1931-06-29 | Jean Dieudonné                      | Recherches sur quelques problèmes relatifs aux polynomes et aux fonctions bornées d'une variable complexe | 118             | Paris                                                                                | oui                    |
| 1932 | 1932       | Jean Grize                          | Sur les corps algébriques dont les nombres s'expriment rationnellement à l'aide de racines carrées et sur les quaternions complexes. | 96              | Neuchâtel                                                                            | non                    |
|      | 1932-01-14 | M. G. Meyer                         | 1. Solutions voisines des solutions de Lagrange dans le problème des n corps. 2. La variation des latitudes. | 188             | Paris                                                                                | oui                    |
|      | 1932       | René de Possel                      | 1. Quelques problèmes de représentation conforme. 2. L'uniformisation des fonctions algébriques. | 112             | Paris                                                                                | oui                    |
|      | 1932       | Ssu Pin Liau                        | Sur les entiers algébriques du quatrième degré. | 40              | Grenoble, doctorat d'université                                                      | oui                    |
|      | 1932-06-04 | Badri Nath Prasad                   | 1. Contribution à l'étude de la série conjuguée d'une série de Fourier. Sur les fonctions entières d'ordre entier. | 53              | Paris                                                                                | oui                    |
|      | 1932-11-16 | Jean-Pierre Robert                  | Sur les formules généralisées de médiation et les équations singulières correspondantes. | 72              | Paris                                                                                | oui                    |
|      | 1932       | Henri Poncin                        | Sur le mouvement d'un fluide pesant dans un plan vertical. | 102             | Paris                                                                                | oui                    |
| 1933 | 1933       | Arne Beurling                       | Études sur un problème de majoration. | 109             | Uppsala                                                                              | non                    |
|      | 1933       | A. Rauch                            | 1. Extensions de théorèmes relatifs aux directions de Borel des fonctions méromorphes. 2. Théorie des singularités des équations différentielles algébriques du premier ordre d'après Poincaré.                                                         | 72              | Paris                                                                                | oui                    |
|      | 1933-11-17 | Georges Bourion                     | Recherches sur l'ultra-convergence. | 86              | Paris                                                                                | oui                    |
|      | 1933       | Jean Leray                          | Étude de diverses équations intégrales non linéaires et de quelques problèmes que pose l'hydrodynamique. | 88              | Paris                                                                                | oui                    |
|      | 1933       | René Deheuvels                      | Filtrations réelles d'un anneau différentiel. Applications à l'étude des valeurs et des points critiques d'une fonction numérique sur un espace topologique.                                                                                            |                 | Paris                                                                                | non                    |
|      | 1933       | Jacques Devisme                     | Sur l'équation de M. Pierre Humbert. | 108             | Paris                                                                                | oui                    |
|      | 1933       | Lucien Chamard                      | Sur les propriétés de la distance à un ensemble ponctuel. | 60              | Poitiers                                                                             | non                    |
|      | 1933       | Michel Ghermanesco                  | Sur l'integrale de Poisson. | 67              | Cluj-Napoca (Université Babes-Bolyai)                                                | non                    |
|      | 1933       | Victor Junod                        | Sur l'unicité du développement d'une fonction en série de fonctions de Bessel. | 36              | Zürich, ETH                                                                          | oui                    |
|      | 1933       | Tibère Popoviciu                    | Sur quelques propriétés des fonctions d'une ou de deux variables réelles. | 96              | Paris                                                                                | oui                    |
|      | 1933       | Anastase Tsortsis                   | Sur l'intégration d'une classe d'équations aux dérivées partielles du second et du troisième ordre à une fonction inconnue de n variables indépendantes.                                                                                                | 76              | Paris                                                                                | oui                    |
|      | 1933-07    | Jean-Louis Destouches               | Recherches sur les mécaniques ondulatoires et la superquantification en vue d'une mécanique générale, | 159             | Paris, doctorat es sciences physiques                                                | non                    |
| 1934 | 1934-03-17 | Antoine Appert                      | 1. Propriétés des espaces abstraits les plus généraux. 2. Stabilité à la Poisson au sens d'Henri Poincar&. | 121             | Paris                                                                                | oui                    |
|      | 1934-03-17 | Daniel Barbier                      | Les étoiles doubles à longue période : propriétés statistiques et valeurs hypothétique de leurs éléments | 92              | Paris                                                                                | oui                    |
|      | 1934       | Ilie Popa                           | Contributions à la géométrie centro-affine différentielle. | 103             | Iaşi                                                                                 | non                    |
|      | 1934       | Charles Brunold                     | Contribution à l'étude de quelques catégories d'ensembles totalement discontinus définis par des conditions géométriques. | 32              | Toulouse                                                                             | oui                    |
|      | 1934       | Jean Capoulade                      | Sur certaines équations aux dérivées partielles du second ordre et du type elliptique à coefficients singuliers. | 52              | Poitiers                                                                             | oui                    |
|      | 1934       | Henri Malchair                      | Recherches sur les familles normales et quasi-normales. | 51              | Liège                                                                                | non                    |
|      | 1934       | Constantin Woronetz                 | Mouvements des fluides en couches minces sur des surfaces courbes. | 65              | Paris                                                                                | oui                    |
|      | 1934       | Marie-Louise Dubreil-Jacotin        | 1. Sur la détermination rigoureuse des ondes permanentes périodiques d'ampleur finie. 2. Suites de composition dans la théorie des groupes finis et abstraits et dans la théorie des idéaux de polynômes.                                               | 86              | Paris                                                                                | oui                    |
|      | 1934       | Jean Mirguet                        | Nouvelles recherches sur les notions infinitésimales directes du premier ordre. | 56              | Paris                                                                                | oui                    |
|      | 1934       | Michaïl Saint-Botez                 | Sur la projection bicentrale. | 38              | Gênes                                                                                | non                    |
|      | 1934-06-16 | Nikola Obrechkoff                   | 1. Sur la sommation des séries divergentes. 2. Le principe de la moindre action. | 82              | Paris                                                                                | oui                    |
|      | 1934       | Maximine Portaz                     | La simplicité mathématique. | 533             | Lyon, doctorat de lettres                                                            | non                    |
|      | 1934-01-20 | Claude Chevalley                    | Sur la théorie du corps de classes dans les corps finis et les corps locaux. | 115             | Paris                                                                                | oui                    |
|      | 1934       | Charles Racine                      | 1. Le problème des N corps dans la théorie de la relativité. 2. Sur les courbes définies par une équation différentielle. | 63              | Paris                                                                                | oui                    |
|      | 1934-06-29 | King-Lai Hiong                      | Sur les fonctions entières et les fonctions méromorphes d'ordre infini. | 81              | Paris                                                                                | oui                    |
| 1935 | 1935       | Sven Gellerstedt                    | Sur un problème aux limites pour une équation linéaire aux dérivées partielles du second ordre du type mixte. | 92              | Uppsala                                                                              | non                    |
|      | 1935       | Charles-E. Papanastassiou           | Les théories sur la nature de la lumière de Descartes à nos jours et l'évolution de la théorie physique. | 164             | Paris, doctorat es lettres                                                           | non                    |
|      | 1935       | Octave Rozet                        | Recherches sur la géométrie projective réglée différentielle. | 95              | Liège, thèse d'agrégation de l'enseignement supérieur                                | non                    |
|      | 1935       | Louis Poli                          | Sur les propriétés infinitésimales des mouvements de deux paramètres. | 124             | Montpellier                                                                          | oui                    |
|      | 1935-03-12 | Nachman Aronszajn                   | Sur les décompositions des fonctions analytiques uniformes et sur leurs applications. | 159             | Paris                                                                                | oui                    |
|      | 1935-06-24 | Caius Iacob                         | 1. Sur la détermination des fonctions harmoniques conjuguées par certaines conditions aux limites : applications à l'hydrodynamique. 2. Les probabilités en chaîne.                                                                                     | 118             | Paris                                                                                | oui                    |
|      | 1935-10-31 | Marcel Mendes                       | Recherches sur le problème des n corps à masses variables. | 181             | Paris                                                                                | oui                    |
|      | 1935-12-19 | Georges Kurepa                      | Ensembles ordonnés et ramifiés. | 138             | Paris                                                                                | oui                    |
|      | 1935-12-21 | Henri Adad                          | 1. Recherches sur les surfaces plusieurs fois cerclées. 2. Sur la construction des courbes intégrales des équations différentielles du premier ordre et du premier degré.                                                                               | 115             | Paris                                                                                | oui                    |
| 1936 | 1936       | Ratib Berker                        | 1. Sur quelques cas d'intégration des équations du mouvement d'un fluide visqueux incompressible. 2. Recherches récentes sur les fonctions presque périodiques.                                                                                         | 176             | Lille                                                                                | oui                    |
|      | 1936       | Pol Burniat                         | Recherches sur les surfaces de bigenre un. | 104             | Liège, thèse d'agrégation de l'enseignement supérieur                                | non                    |
|      | 1936       | Sylvain Wachs                       | Essai sur la géométrie projective quaternionienne. | 136             | Paris                                                                                | oui                    |
|      | 1936       | Sven Magnus Täcklind                | Sur les classes des solutions des équations aux dérivées partielles du type parabolique. | 55              | Uppsala                                                                              | non                    |
|      | 1936       | Wang Shih-Ky                        | Recherches sur la diffusion de la lumière dans la voie lactée. | 72              | Lyon                                                                                 | oui                    |
|      | 1936-04    | Shao-Lien Chow                      | Problèmes de raréfaction et de localisation des ensembles. | 44              | Poitiers                                                                             | oui                    |
| 1937 | 1937       | Pierre Bergeot                      | Sur l'intégration approchée de quelques équations simples de la physique mathématique. Méthode des moindres carrés et des moments. Emploi de développements polynomiaux.                                                                                | 126             | Strasbourg                                                                           | oui                    |
|      | 1937-07-12 | Mohsen Hachtroudi                   | Les espaces d'éléments à connexion projective normale. | 88              | Paris                                                                                | oui                    |
|      | 1937-3-17  | Géza Kunetz                         | Sur quelques propriétés des fonctions caractéristiques. | 72              | Paris                                                                                | oui                    |
|      | 1937       | Paul Libois                         | Sur une classe de plans quadruples. | 46              | Bruxelles, Université libre, thèse d'agrégation de l'enseignement supérieur          | non                    |
|      | 1937-12-04 | Alexandre Weinstein                 | 1. Études des spectres des équations partielles de la théorie des plaques élastiques. Problèmes modernes de la théorie des sillages. | 72              | Paris                                                                                | oui                    |
|      | 1937-06-29 | Charles Blanc                       | Les surfaces de Riemann des fonctions méromorphes. | 65              | Paris                                                                                | oui                    |
|      | 1937-12-10 | Lucien Hibbert                      | Univalence et automorphie pour les polynomes et les fonctions entières. | 78              | Paris                                                                                | oui                    |
|      | 1937       | A. Fouillade                        | Recherches sur l'itération des substitutions fonctionnelles linéaires. | 89              | Poitiers                                                                             | non                    |
| 1938 | 1938       | Eugène Blanc                        | 1. Les espaces métriques quasi convexes. 2. La fonction caractéristique de Nevanlinna dans la théorie des fonctions méromorphes. | 92              | Paris                                                                                | oui                    |
|      | 1938       | Louis Couffignal                    | 1. Sur l'analyse mécanique. Application aux machines à calculer et aux calculs de la mécanique céleste. 2. Le coloriage des cartes. | 146             | Paris                                                                                | oui                    |
|      | 1938       | Claude Chabauty                     | Sur les équations diophantiennes liées aux unités d'un corps de nombres algébriques fini. | 47              | Paris                                                                                | oui                    |
|      | 1938       | Hervé Fabre                         | Les mouvements récurrents en mécanique céleste et la variation des éléments orbites. | 241             | Paris                                                                                | non                    |
|      | 1938       | Jean Capelle                        | Étude de la génération des engrenages par la méthode des roulettes. | 131             | Paris                                                                                | oui                    |
|      | 1938       | Robert Fortet                       | Sur l'itération des substitutions algébriques linéaires à une infinité de variables et ses applications à la théorie des probabilités en chaîne. | 250             | Paris                                                                                | oui                    |
|      | 1938       | Caleb Gattegno                      | Le cas essentiellement géodésique dans les équations de Hamilton-Jacobi intégrables par séparation des variables. | 36              | Bâle                                                                                 | oui (?)                |
|      | 1938       | Abbas-Riazi Kermani                 | Sur un espace attaché à l'équation de M. P. Humbert. | 72              | Montpellier                                                                          | oui                    |
|      | 1938       | Louis Pasqualini                    | Sur les conditions de convexité d’une variété. | 52              | Poitiers                                                                             | oui                    |
|      | 1938-11-23 | Qitai Zhuang                        | Étude sur les familles normales et les familles quasi normales de fonctions méromorphes. | 87              | Paris                                                                                | oui                    |
|      | 1938       | Wolfgang Doeblin                    | Sur les propriétés asymptotiques de mouvements régis par certains types de chaînes simples. | 121             | Paris                                                                                | oui                    |
|      | 1938-06-30 | Mohammed-Ali Modjtahédi             | Quelques problèmes concernant le mouvement des fluides visqueux. | 92              | Paris                                                                                | oui                    |
|      | 1938       | J.-M. Oudin                         | Étude sur les divers calendriers. | 146             | Montpellier, thèse d'université                                                      | oui                    |
|      | 1938-01-14 | Frédéric Roger                      | 1. Les propriétés tangentielles des ensembles euclidiens de points. 2. Les fonctions analytiques de plusieurs variables complexes. | 41              | Paris                                                                                | oui                    |
|      | 1938-02-18 | Marc Krasner                        | Sur la théorie de la ramification des idéaux de corps non-galoisiens de nombres algébriques. | 114             | Paris                                                                                | oui                    |
|      | 1938-03-23 | Charles Pisot                       | La répartition modulo 1 et les nombres algébriques. | 56              | Paris                                                                                | oui                    |
| 1939 | 1939       | Ayzyk Gorny                         | 1. Contribution à l'étude des fonctions dérivables d'une variable réelle. 2. Surfaces minima. | 48              | Paris                                                                                | oui                    |
|      | 1939       | Éloi Lefebvre                       | 1. Propriétés d'une famille de fonctions à une infinité des branches. 2. Les congruences rectilignes. | 152             | Paris                                                                                | oui                    |
|      | 1939-03-09 | Jean Ville                          | Étude critique de la notion de collectif. | 124             | Paris                                                                                | oui                    |
|      | 1939       | Henri Roure                         | Recherches sur le calcul des perturbations générales des petites planètes. | 84              | Paris                                                                                | oui                    |
|      | 1939       | Louis Cagniard                      | Réflexion et réfraction des ondes séismiques progressives. | 259             | Paris                                                                                | oui                    |
|      | 1939       | Gustave Malécot                     | Théorie mathématique de l'hérédité mendélienne généralisée. | 103             | Paris                                                                                | oui                    |
|      | 1939       | Hubert Delange                      | Sur la convergence des séries de polynômes de la forme {\displaystyle \sum a_{n}P_{n}(z)} et sur certaines suites de polynômes. | 107             | Paris                                                                                | oui                    |
|      | 1939       | Karl Giezendanner                   | La courbure moyenne et la formule de H. Bruns dans l'espace à $n$ dimensions. | 52              | Genève                                                                               | non                    |
|      | 1939       | Radu Rosca                          | Transformations asymptotiques des courbes dans l'espace elliptique. Courbes de Bertrand. | 52              | Paris                                                                                | oui                    |
|      | 1939-07-06 | André Lichnerowicz                  | Sur certains problèmes globaux relatifs au système des équations d'Einstein. | 84              | Paris                                                                                | oui                    |
| 1940 | 1940       | Marc Courtand                       | Sur les courbes gauches du 3e et du 4e ordre en géométrie finie. | 86              | Paris                                                                                | oui                    |
|      | 1940       | Raphaël Salem                       | Essais sur les séries trigonométriques. | 87              | Paris                                                                                | oui                    |
|      | 1940       | Gaston Van der Lijn                 | Les polynômes abstraits. | 84              | Bruxelles, Université libre, thèse d'agrégation de l'enseignement supérieur          | non                    |
|      | 1940       | Robert Potier                       | Sur certaines questions de géométrie différentielle conforme. | 70              | Paris                                                                                | oui                    |
|      | 1940       | Constantin Dramba                   | Sur les singularités réelles et imaginaires dans le problème des trois corps. | 57              | Paris                                                                                | oui                    |
| 1941 | 1941       | Felix Fiala                         | Le problème des isopérimètres sur les surfaces ouvertes à courbure positive. | 55              | Zürich, École polytechnique                                                          | oui                    |
|      | 1941       | Michel-Louis Guérard des Lauriers   | 1. Sur les systèmes différentiels du second ordre qui admettent un groupe continu fini de transformations. La série de Taylor et le prolongement analytique.                                                                                            | 115             | Paris                                                                                | oui                    |
|      | 1941-05-23 | Ky Fan                              | Sur quelques notions fondamentales de l’Analyse générale. | 88              | Paris                                                                                | oui                    |
|      | 1941       | Tcheng Mao-Lin                      | Le spectre de « Gamma Cassipeiae ». | 84              | Paris                                                                                | oui                    |
|      | 1941       | Vladimir Kourganoff                 | 1. La part de la mécanique céleste dans la découverte de Pluton. 2. Les progrès récents dans l'observation et la théorie des aurores polaires. | 191             | Paris                                                                                | oui                    |
|      | 1941       | Julien Kravtchenko                  | Sur le problème de représentation conforme de Helmholtz : théorie des sillages et des prones. | 272             | Paris                                                                                | oui                    |
|      | 1941       | Jacques Dufresnoy                   | Sur les domaines couverts par les valeurs d'une fonction méromorphe ou algébroïde. | 83              | Paris                                                                                | oui                    |
|      | 1941       | Pierre Lelong                       | Sur quelques problèmes de la théorie des fonctions de deux variables complexes. | 104             | Paris                                                                                | oui                    |
|      | 1941       | Sisowath Youtévong                  | Essai de normalisation des courbes d'intrados de voûtes en berceau. | 298             | Montpellier                                                                          | oui                    |
|      | 1941       | Christian Pauc                      | Les méthodes directes en calcul des variations et en géométrie différentielle. | 140             | Paris                                                                                | non                    |
|      | 1941       | Vladimir Baranov                    | Contribution à l'étude des fonctions de Mathieu normées. | 95              | Montpellier                                                                          | oui                    |
|      | 1941       | Michel Loève                        | Étude asymptotique des sommes de variables aléatoires liées. | 78              | Paris                                                                                | oui                    |
| 1942 | 1942-06-12 | Jacqueline Ferrand                  | Étude de la représentation conforme au voisinage de la frontière. | 84              | Paris                                                                                | oui                    |
|      | 1942       | Petre Popovăț                       | Sur les régions de monovalence des fonctions rationnelles. | 90              | Bucarest                                                                             | oui ?                  |
|      | 1942       | Jean Bouffard                       | Sur les mouvements osculateurs au mouvement d'un projectile et leur application au calcul des trajectoires.. | 86              | Paris                                                                                | oui                    |
|      | 1942-04    | Jean Kuntzmann                      | Contribution à l'étude des systèmes multiformes. | 50              | Paris                                                                                | oui                    |
| 1943 | 1943       | Jean Lamson                         | Contribution géométrique à l'étude de l'action du vent. | 149             | Montpellier                                                                          | oui                    |
|      | 1943       | Gaston Benneton                     | Sur l'arithmétique des quaternions et des biquaternions. | 44              | Paris                                                                                | oui                    |
|      | 1943       | Jacques Lévy                        | Les approches dans le problème des trois corps. | 66              | Paris                                                                                | oui                    |
|      | 1943       | Max Eger                            | Les systèmes canoniques d'une variété algébrique à plusieurs dimensions. | 32              | Paris                                                                                | oui                    |
|      | 1943       | Bernard d'Orgeval                   | Sur les surfaces algébriques dont tous les genres sont 1. | 123             | Paris                                                                                | oui                    |
|      | 1943       | A. Oudart                           | Sur le schéma de Helmholtz-Kirchhoff. | 114             | Paris                                                                                | oui                    |
|      | 1943       | Pierre Sémirot                      | Chocs et solutions periodiques dans le problème des trois corps. | 112             | Paris                                                                                | oui                    |
|      | 1943       | Olivier Costa de Beauregard         | Contribution à l'étude de la théorie de l'électron de Dirac.. | 92              | Paris                                                                                | oui                    |
| 1944 | 1944-12-02 | René Cazenave                       | 1. Champs scalaires centrés et leurs ondes associées. 2. La géométrie de Cayley dans ses rapports avec la physique théorique. | 68              | Toulouse                                                                             | oui                    |
|      | 1944-10-30 | Raymond Marrot                      | 1. Sur l'équation intégrodifférentielle de Boltzmann. 2. Les fonctions monogènes de M. Borel. | 76              | Paris                                                                                | oui                    |
|      | 1944       | Marcel-Robert Decuyper              | Sur quelques congruences attachées à une surface. | 83              | Paris                                                                                | non                    |
|      | 1944-05-20 | Robert Genty                        | 1. Méthode nouvelle de navigation astronomique aérienne. 2. Mesures des parallaxes stellaires par les méthodes trigonométriques. | 144             | Paris                                                                                | oui                    |
|      | 1944-06-17 | Charles Cailliatte                  | Sur la figure des planètes. | 91              | Lyon                                                                                 | oui                    |
|      | 1944       | Victor Maitre                       | Étude statistique des excès de couleur des étoiles. | 105             | Paris                                                                                | oui                    |
|      | 1944       | Luc Gauthier                        | Sur certains systèmes linéaires de droites hyperspatiaux. | 186             | Paris                                                                                | oui                    |
|      | 1944       | François Châtelet                   | Variations sur un thème de H. Poincaré | 62              | Paris                                                                                | oui                    |
| 1945 | 1945-11-27 | Léonce Lesieur                      | Sur la rationalité et la géométrie des intersections d'hyperquadriques. | 80              | Paris                                                                                | oui                    |
|      | 1945       | Pol Bodet                           | Application du calcul des variations à l'élasticité. | 64              | Paris, thèse de doctorat-ingénieur                                                   | non                    |
|      | 1945       | Marcel Mayot                        | Sur la stabilité des amas d'étoiles. | 95              | Paris                                                                                | oui                    |
|      | 1945-05-03 | Rose Bonnet                         | Spectres, périodes et excentricités des binaires. | 290             | Paris                                                                                | non                    |
|      | 1945       | Octave Galvani                      | Sur la réalisation des espaces ponctuels à torsion en géométrie euclidienne. | 94              | Paris                                                                                | oui                    |
|      | 1945       | Jean Braconnier                     | Sur les groupes topologiques localement compacts. | 88              | Nancy                                                                                | oui                    |
|      | 1945       | André Blanc-Lapierre                | Sur certaines fonctions aléatoires stationnaires. Application à l'étude des fluctuations dues à la structure électronique de l'électricité. | 81              | Paris                                                                                | oui                    |
| 1946 | 1946       | Pierre Bidal                        | Les formes différentielles harmoniques. | 49              | Lausanne                                                                             | non                    |
|      | 1946       | Gustave Choquet                     | Application des propriétés descriptives de la fonction « contingent » à la théorie des fonctions de variable réelle et à la géométrie différentielle des variétés cartésiennes.                                                                         | 112             | Paris                                                                                | non                    |
|      | 1946       | Bernard Combes                      | Le plus petit corps convexe contenant un arc de courbe dans l'espace à n dimensions. | 92              | Paris                                                                                | non                    |
|      | 1946       | Jean-Pierre Vigier                  | Étude sur les suites infinies d'opérateurs hermitiens. | 35              | Genève                                                                               | non                    |
|      | 1946       | Roger Godement                      | Les fonctions de type positif et la théorie des groupes. | 83              | Paris                                                                                | non                    |
|      | 1946       | Oleg Yadoff                         | Sur l'application d'un procédé variationnel à l'étude des sillages. | 101             | Paris                                                                                | non                    |
|      | 1946       | Bernard Combes                      | Le plus petit corps convexe contenant un arc de courbe dans l'espace à n dimensions. | 93              | Paris                                                                                | non                    |
| 1947 | 1947       | Robert Faure                        | Correspondance entre la mécanique classique et la mécanique ondulatoire. | 95              | Paris                                                                                | non                    |
|      | 1947       | Charles Fehrenbach                  | 1. La mesure des vitesses radiales au prisme objectif 2. La répartition des intensités dans les spectres de bandes. | 71              | Paris                                                                                | non                    |
|      | 1947-07-04 | Paul Müller                         | 1. Sur un nouveau micromètre à double image, ses possibilités et quelques questions connexes. 2. Sur la détermination des éléments des étoiles doubles visuelles.                                                                                       | 137             | Paris                                                                                | non                    |
|      | 1947       | Georges-François Llensa             | Étude de certaines classes de systèmes triples-orthogonaux au point de vue de la superdérivabilité. |                 | Paris                                                                                | non                    |
|      | 1947       | Louis Robin                         | La propagation d'ondes électromagnétiques quelconques dans deux ou plusieurs milieux successifs et la diffraction de ces ondes ramenées à l'étude de problèmes de Cauchy et de problèmes mixtes et à la résolution d'équations integro-différentielles. | 158             | Paris                                                                                | non                    |
|      | 1947       | Louis Arbey                         | Les erreurs d'observations considérées comme liées. | 74              | Alger                                                                                | non                    |
|      | 1947       | Georges Vincent                     | Les groupes linéaires finis sans points fixes. | 56              | Lausanne                                                                             | oui                    |
|      | 1947       | Gabriel Viguier                     | 1. Algèbre et géométrie de l'équation de Riccati. 2. Les équations du mouvement des fluides visqueux dans le cas de gradients de vitesses élevées. | 69              | Toulouse                                                                             | oui                    |
| 1948 | 1948       | Pierre Allard                       | La projection conforme de déformation stationnaire le long d'une courbe. | 77              | Paris                                                                                | non                    |
|      | 1948       | Augustin Balliccioni                | Recherches modernes autour de la géométrie du tétraèdre. | 124             | Paris                                                                                | non                    |
|      | 1948       | Jean Bass                           | Les équations d'évolution et de transfert en mécanique aléatoire : exemples mathématiques. Application à la mécanique quantique. | 145             | Paris                                                                                | non                    |
|      | 1948       | Jean Carstoiu                       | Recherches sur la théorie des tourbillons. | ?               | Paris                                                                                | non                    |
|      | 1948       | Gérard Couchet                      | Les mouvements plans non stationnaires à circulation constante et les mouvements infiniment voisins. | 79              | ? Ceci ne semble pas une thèse.                                                      | non                    |
|      | 1948       | Jacques Dixmier                     | Étude sur les variétés et les opérateurs de Julia, avec quelques applications. | 92              | Paris                                                                                | oui                    |
|      | 1948       | Georges Guigay                      | 1. Recherches sur la constitution du courant d'étoiles filantes des Perséides. 2. Convergence des séries de la mécanique céleste. | 102             | Paris                                                                                | oui                    |
|      | 1948       | Leo Kaloujnine                      | 1. La structure des p-groupes de Sylow des groupes symétriques finis et quelques généralisations infinies de ces groupes. 2. Estimations et tests. | 42              | Paris                                                                                | non                    |
|      | 1948       | Jean Legras                         | 1. Contribution à l'étude de l'aile portante. 2. Sur les intégrales singulières à noyaux symétriques. | 91              | Paris                                                                                | non                    |
|      | 1948       | Tinh-Quat Pham                      | Sur les fonctions entières périodiques. | 65              | Paris                                                                                | oui                    |
| 1949 | 1949       | Nicolas Baganas                     | 1. Sur les valeurs algébriques d'une fonction algébroïde et les intégrales pseudo-abeliennes. 2. Le problème de Plateau. | 50              | Paris                                                                                | oui                    |
|      | 1949       | Robert Campbell                     | Sur les fonctions de Mathieu associées. 2. Le transport parallèle dans les espaces de Riemann. | 36              | Paris                                                                                | oui                    |
|      | 1949       | Maurice Causse                      | 1. Les éléments de la relativité cinématique. 2. La logique intuitionniste. | 45              | Paris                                                                                | non                    |
|      | 1949       | Ken Chin Shih                       | Quelques problèmes concernant le mouvement d'un fluide compressible. |                 | Paris                                                                                | non                    |
|      | 1949       | Paul Germain                        | 1. La théorie générale des mouvements coniques et ses applications à l'aérodynamique supersonique. Le problème de Plateau. | 197             | Paris                                                                                | non                    |
|      | 1949       | Jean-Louis Koszul                   | Homologie et cohomologie des algèbres de Lie. | 63              | Paris                                                                                | oui                    |
|      | 1949       | Yves Martin                         | Sur quelques propriétés des séries d'interpolation. | 59              | Paris                                                                                | oui                    |
|      | 1949       | Georges Boulanger                   | Contribution à la théorie générale des abaques à plans superposés. | 120             | Paris, doctorat d'université                                                         | non                    |
|      | 1949       | Marc Zamansky                       | 1. Classes de saturation de certains procédés d’approximation des séries de Fourier des fonctions continues périodiques et application à quelques problèmes d’approximation. 2. L'énumération transfinie.                                               | 78              | Paris                                                                                | oui                    |

### 1950 - 1960
|      | Soutenance | Nom de l'auteur                     | Titre | nombre de pages | Lieu                                 | accessible                       |
| 1950 | 1950       | Jean Combes                         | 1. Sur quelques propriétés des fonctions algébroïdes. 2. L'hypothèse de Goldbach et le théorème de Vinogradow. | 74              | Paris                                | oui                              |
|      | 1950       | Roger Huron                         | Contribution à l'étude de l'unicité des solutions du problème de représentation conforme de Helmholtz. | 79              | Paris                                | non                              |
|      | 1950       | Georges Bodiou                      | Recherches sur les fondements du calcul quantique des probabilités dans les cas purs. | 85              | Paris                                | non                              |
|      | 1950       | Isidore Heller                      | Contribution à la théorie des séries divergentes. | 20              | Genève                               | non                              |
|      | 1950       | Van Thiem Lê                        | 1. Sur le problème d'inversion dans la théorie de la distribution des valeurs des fonctions méromorphes. Théorie des corps. Groupes de Galois. | 48              | Paris                                | non                              |
|      | 1950       | Paul Metral                         | Introduction à la théorie des fonctions presque automorphes. Fonctions presque loxodromiques et périodiques loxodromiques. | 62              | Paris                                | non                              |
|      | 1950       | Stefan Serghiesco                   | Sur des invariants différentiels dans le problème du nombre des racines communes à un système d'équations et du nombre des zéros ou des pôles d'une fonction de variable complexe. |                 | Paris                                | non                              |
|      | 1950       | Jean Riss                           | Éléments de calcul différentiel et théorie des distributions sur les groupes abéliens localement compacts. | 65              | Nancy                                | non                              |
| 1951 | 1951       | Maurice Blambert                    | Sur la composition des singularités des séries de "Dirichlet" générales. |                 | Paris                                | non                              |
|      | 1951-4-17  | Lorenzo Calabi                      | Sur les extensions des groupes topologiques. | 80              | Strasbourg                           | non                              |
|      | 1951       | Léonce Fourès                       | 1. Sur quelques points de la théorie des surfaces de Riemann. 2. Structure des groupes compacts. | 64              | Paris                                | non                              |
|      | 1951       | Dov Tamari                          | Monoïdes préordonnés et chaines de Malcev |                 | Paris                                | oui                              |
|      | 1951       | Robert Campbell                     | Sur les fonctions de Mathieu associées. | 36              | Paris                                | non                              |
|      | 1951       | Maurice Roseau                      | 1. Contribution à la théorie des ondes liquides de gravité en profondeur variable. 2. Théorèmes ergodiques. | 93              | Paris                                | non                              |
|      | 1951       | Jean Delhaye                        | Contribution à l'étude de la distribution des vitesses stellaires. | 87              | Paris                                | non                              |
|      | 1951       | Marie-Odette Blaise-Dubois-Violette | Étude des réseaux de courbes en général localement homéomorphes à un faisceau de droites parallèles tracées sur une surface close. | 63              | Paris                                | non                              |
|      | 1951       | Jean-Pierre Serre                   | Homologie singulière des espaces fibrés. Applications. | 82              | Paris                                | non                              |
|      | 1951       | Pierre Samuel                       | Notion de multiplicité en algèbre et en géométrie algébrique. | 120             | Paris                                | non                              |
|      | 1951       | Yves-René Thiry                     | 1. Étude mathématique des équations d'une théorie unitaire à quinze variables de champ. 2. Développement sur le calcul symbolique. | 122             | Paris                                | non                              |
|      | 1951-05-30 | Raymond Raffin                      | 1. Propriétés de commutation et de finitude des anneaux non associatifs. Généralisation des corps gauches. 2. La différentielle absolue dans un espace de Riemann. | 118             | Paris                                | non                              |
|      | 1951       | Michel Hervé                        | Quelques propriétés des transformations intérieures d'un domaine borné. | 46              | Paris                                | non                              |
|      | 1951       | Yu Chia-Yung                        | Sur les droites de Borel de certaines fonctions entières. | 43              | Paris                                | non                              |
| 1952 | 1952-06-30 | François Ernest Teissier du Cros    | Sur les fonctions polyharmoniques et le problème de Lauricella. |                 | Paris                                | non                              |
|      | 1952       | Jean-Jacques Moreau                 | Bilan dynamique d'un écoulement rotationnel. | 106             | Paris                                | non                              |
|      | 1952       | Viakalatur Krishnan                 | Contribution à l'étude des algèbres partiellement ordonnées et de quelques structures abstraites. | 69              | Paris                                | non                              |
|      | 1952       | Henri Cabannes                      | Contribution à l'étude théorique des fluides compressibles, écoulements transsoniques, ondes de choc. | 68              | Paris                                | non                              |
|      | 1952       | André Néron                         | Problèmes arithmétiques et géométriques rattachés à la notion de rang d'une courbe algébrique dans un corps. | 70              | Paris                                | non                              |
|      | 1952       | Georges Reeb                        | Sur certaines propriétés topologiques des variétés feuilletées. | 70              | Strasbourg                           | non                              |
|      | 1952       | Jean Arbault                        | Sur l'ensemble de convergence absolue d'une série trigonométrique. | 68              | Paris                                | non                              |
|      | 1952       | René Thom                           | Espaces fibrés en sphères et carrés de Steenrod. | 76              | Paris                                | non                              |
|      | 1952-06-14 | Michel Parreau                      | Sur les moyennes des fonctions harmoniques et analytiques et la classification des surfaces de Riemann | 104             | Paris                                | oui                              |
| 1953 | 1953-06-22 | René Deheuvels                      | Topologie d’une fonction numérique. | 103             | Paris                                | non                              |
|      | 1953       | Paul Jaffard                        | Contribution à l'étude des groupes ordonnés. | 80              | Paris                                | non                              |
|      | 1953       | Roger Descombes                     | Étude diophantienne de certaines formes linéaires non homogènes. | 102             | Paris                                | oui                              |
|      | 1953       | Robert Croisot                      | Contribution à l'étude des treillis semi-modulaires de longueur infinie. | 132             | Paris                                | non                              |
|      | 1953       | Benoît Mandelbrot                   | Contribution à la théorie mathématique des communications. | 125             | Paris                                | non                              |
|      | 1953       | Georges Poitou                      | 1. Sur l'approximation des nombres complexes par les nombres des corps imaginaires quadratiques dénués d'idéaux non principaux particulièrement lorsque vaut l'algorithme d'Euclide. 2. Fonctions quasi-analytiques.                                                                   | 67              | Paris                                | non                              |
|      | 1953       | Marie-Hélène Schwartz               | Formules apparentées à celles de Gauss-Bonnet et de Nevanlinna-Ahlford pour certaines applications d’une variété à n dimensions dans une autre. | 244             | Paris                                | non                              |
|      | 1953       | Claude Berge                        | Sur une théorie ensembliste des jeux alternatifs. | 59              | Paris                                | non                              |
|      | 1953       | Alexandre Grothendieck              | Produits tensoriels topologiques et espaces nucléaires. | 130             | Paris                                | Résumé de résultats, en français |
|      | 1953       | Albert Tortrat                      | Les Fonctions orthogonales d'Hermite à plusieurs variables et relations d'incertitude de Heinsenberg, les chaînes simples constantes de Markoff et leurs corrélations. | 100             | Paris                                | non                              |
|      | 1953-02-03 | Paul Poincelot                      | Sur plusieurs phénomènes de propagation. Sur l'inexistence de l'onde de surface de Sommerfeld. | 44              | Paris                                | non                              |
| 1954 | 1954       | François Gallissot                  | 1. Les formes extérieures en mécanique. 2. Cohomologie d'une variété munie d'une métrique. | 164             | Paris                                | oui                              |
|      | 1954       | Arnold Kaufmann                     | 1. Mise en équations et résolution des réseaux électriques en régime transitoire par la méthode tensorielle. 2. Analogies dans les systèmes linéaires. | 121             | Grenoble                             | oui                              |
|      | 1954       | Henri Marchand                      | Étude mathématique de l'évolution d'une population mendélienne soumise à une loi d'union sélective. | 155             | Paris                                | non                              |
|      | 1954       | Robert Pallu de la Barrière         | Sur les algèbres d'opérateurs dans les espaces hilbertiens. | 55              | Paris                                | non                              |
|      | 1954       | Nicole Dequoy                       | Axiomatique intuitionniste sans négation de la géométrie projective. | 110             | Paris                                | non                              |
|      | 1954       | Ernest Corominas                    | Contribution à la théorie de la dérivation d'ordre supérieur. | 52              | Paris                                | non                              |
|      | 1954       | Edith Mourier                       | Éléments aléatoires dans un espace de Banach. | 86              | Paris                                | non                              |
|      | 1954       | Jean-Pierre Kahane                  | 1. Sur quelques problèmes d’unicité et de prolongement relatifs aux fonctions approchables par des sommes d’exponentielles. 2. Représentation canonique des algèbres d'opérateurs dans les espaces de Hilbert, uniformément fermées, commutatives, autoadjointes et contenant l'unité. | 98              | Paris                                | oui                              |
|      | 1954       | Michel Lazard                       | 1. Sur les groupes nilpotents et les anneaux de Lie. 2. Le théorème de Hille-Yosida. | 90              | Paris                                | oui                              |
|      | 1954       | Jean Meffroy                        | 1. Contribution à l’étude de la stabilité du système solaire. 2. La parallaxe du Soleil. | 224             | Paris                                | part.a part.b part.c             |
|      | 1954       | Pham Mâu Quân                       | 1. Sur une théorie relativiste des fluides thermodynamiques. 2. Équations de Laplace et espaces harmoniques. | 98              | Paris                                | non                              |
|      | 1954       | Vincent Ou Tchen Yang               | Contribution à l'étude des fonctions hypergéométriques de deux variables. | 71              | Paris                                | non                              |
|      | 1954       | Jean-Claude Herz                    | Contribution à la théorie algébrique des équations aux dérivées partielles. | 44              | Paris                                | non                              |
|      | 1954       | André Revuz                         | 1. Fonctions croissantes et mesures sur les espaces topologiques ordonnés. 2. Théorie de la résiduation. | 86              | Paris                                | oui                              |
|      | 1954       | Théophile Weimer                    | Recherches sélénographiques : allongement du sélénoïde ; libration physique ; profils lunaires. | 71              | Paris                                | non                              |
|      | 1954       | Théophile Weimer                    | Recherches sélénographiques : allongement du sélénoïde ; libration physique ; profils lunaires. | 71              | Paris                                | non                              |
|      | 1954       | André Nataf                         | Sur des questions d'agrégation en économétrie. | 60              | Paris                                | non                              |
|      | 1954       | Bernard Charles                     | Sur l'algèbre des opérateurs linéaires. | 71              | Paris                                | non                              |
|      | 1954-06-19 | Roger Bader                         | 1. Fonctions à singularités polaires sur des domaines compacts et des surfaces de Riemann ouvertes. 2. Unicité des écoulements avec chocs dans la mécanique de Burgers. | 62              | Paris                                | oui                              |
| 1955 | 1955       | Marc-Henri Amsler                   | Des surfaces à courbure négative constante dans l'espace à trois dimensions et de leurs singularités. | 27              | Zürich                               | Article p.234                    |
|      | 1955       | Marcel Berger                       | 1. Sur les groupes d'holonomie des variétés riemanniennes et des variétés affines sans torsion. 2. Fonctions moyennes périodiques | 52              | Paris                                | oui                              |
|      | 1955       | Pierre Boughon                      | Propriétés différentielles des variétés algébriques définies sur un corps de caractéristique {\displaystyle p>0}. | 70              | Paris                                | oui                              |
|      | 1955       | Aimé Fuchs                          | Étude de la continuité des fonctions aléatoires de Markov. | 60              | Paris                                | oui                              |
|      | 1955       | Adel Soudan                         | Sur des systèmes de variables canoniques. | 105             | Paris                                | non                              |
|      | 1955       | Léon Motchane                       | Propriétés invariantes par convergence simple. | 62              | Paris                                | non                              |
|      | 1955       | Pierre Lalaguë                      | Sur certaines classes de fonctions indéfiniment dérivables. | 66              | Paris                                | non                              |
|      | 1955       | Maurice Girault                     | 1. Les fonctions caractéristiques et leurs transformations. 2. Théorie globale des connexions. | 74              | Paris                                | non                              |
|      | 1955       | Joseph Hersch                       | Longueurs extrémales et théorie des fonctions. | 36              | Zürich, École polytechnique fédérale | oui                              |
|      | 1955       | Simone Marquet                      | Sur la théorie mathématique de l’équation de Boltzmann. |                 | Paris                                | non                              |
|      | 1955       | Gabriel Thierrin                    | 1. Contribution à la théorie des équivalences dans les demi-groupes. 2. Les opérateurs et les fonctionnelles homogènes des espaces de Hilbert. | 60              | Paris                                | oui                              |
|      | 1955       | Robert Gerber                       | 1. Sur les solutions exactes des équations du mouvement avec surface libre d'un liquide pesant. 2. Travaux récents sur la théorie linéarisée de la houle. | 118             | Grenoble                             | oui                              |
|      | 1955       | Bernard Malgrange                   | 1. Existence et approximation des solutions des équations aux dérivées partielles et des équations de convolution. 2. Théorie du corps de classes local. | 92              | Paris                                | oui                              |
|      | 1955       | Roland Fraïsse                      | Sur quelques classifications des systèmes de relations. | 156             | Paris                                | non                              |
|      | 1955       | Robert Féron                        | Information, régression, corrélation. | 105             | Paris                                | non                              |
|      | 1955       | André Blanchard                     | Sur les variétés analytiques complexes. | 48              | Paris                                | non                              |
|      | 1955       | Marcel Vivier                       | Sur quelques théorèmes d'algèbre extérieure. | 84              | Paris                                | non                              |
| 1956 | 1956       | François Bruhat                     | 1. Sur les représentations induites des groupes de Lie. 2. Prolongement des sous-variétés analytiques. | 109             | Paris                                | oui                              |
|      | 1956       | Jean Frenkel                        | Cohomologie non abélienne et espaces fibrés. | 85              | Paris                                | oui                              |
|      | 1956       | Marcel David                        | Contribution à l'étude algorithmique des approximations rationnelles simultanées de deux irrationnels ; application au cas cubique. | 104             | Paris                                | non                              |
|      | 1956       | Josette Renaudie                    | Étude mathématique d'une théorie hexadimensionnelle du champ unifié. | 74              | Paris                                | non                              |
|      | 1956       | Pierre Huard de la Marre            | 1. Résolution de problèmes d’infiltration à surface libre au moyen d’analogies électriques. 2. Développements récents dans la méthode de Jones pour l'étude des ailes en transsonique.                                                                                                 | 154             | Paris                                | non                              |
|      | 1956       | Simone Gohier                       | 1. Rigidités des surfaces convexes à bords. Problèmes de Cauchy pour les équations d'Einstein du cas intérieur, raccordement avec le cas extérieur. | 36              | Paris                                | non                              |
|      | 1956       | Françoise Guyon Hennequin           | 1. Étude mathématique des approximations en relativité générale et en théorie unitaire de Jordan-Thiry. 2. Connexions linéaires sur un espace fibré principal. | 84              | Paris                                | non                              |
|      | 1956       | Simone Dolbeault-Lemoine            | 1. Sur la déformabilité des variétés plongées dans un espace de Riemann. 2. Sur les variétés feuilletées. | 88              | Paris                                | non                              |
| 1957 | 1957       | Linda Naïm                          | Sur le rôle de la frontière de R. S. Martin dans la théorie du potentiel. | 107             | Paris                                | non                              |
|      | 1957       | Jean Grémillard                     | Recherches sur les conditions d'existence de solutions périodiques de la troisième sorte du problème des trois corps. | 114             | Paris                                | non                              |
|      | 1957       | Maurice Audin                       | Sur les équations linéaires dans un espace vectoriel. | 76              | Paris                                | non                              |
| 1958 | 1958       | André Aragnol                       | 1. Sur la géométrie différentielle des espaces fibrés. 2. Sur la division d'un courant par une forme. | 151             | Paris                                | oui                              |
|      | 1958       | Bernard Vauquois                    | 1. Étude de la composante lentement variable du rayonnement radioélectrique solaire. 2. Arithmétisation de la logique et théorie des machines. | 60              | Paris                                | non                              |
|      | 1958       | Françoise Maurer-Tison              | 1. Aspects mathématiques de la théorie unitaire du champ d'Einstein. 2. Conditions nécessaires et suffisantes pour qu'un espace fibré soit Kählérien d'après la thèse de A. Blanchard.                                                                                                 | 84              | Paris                                | oui                              |
|      | 1958       | Pierre Cartier                      | Questions de rationalité des diviseurs en géométrie algébrique. | 75              | Paris                                | oui                              |
|      | 1958       | Fernand Nahon                       | Recherches sur la loi de force et les mouvements stationnaires des étoiles dans la direction perpendiculaire au plan galactique. | 78              | Paris                                | non                              |
|      | 1958       | Nicolas Artemiadis                  | Sur les transformées de Fourier et leurs applications dans les séries et sur les fonctions typiquement réelles d'ordre. | 52              | Paris                                | non                              |
|      | 1958       | Yvette Thouvenin                    | Fonctions hypergéométriques généralisées. | 55              | Nancy, thèse de 3e cycle             | non                              |
|      | 1958       | Jean-Louis Rigal                    | Contribution au problème de l'estimation de la magnitude absolue des étoiles naines. | 52              | Paris                                | non                              |
|      | 1958       | André Haefliger                     | Structures feuilletées et cohomologie à valeur dans un faisceau de groupoïdes. | 81              | Paris                                | oui                              |
|      | 1958       | Gilles Legrand                      | 1. Étude d'une généralisation des structures presque complexes sur les variétés différentiables. 2. Espaces de suites. | 76              | Paris                                | non                              |
|      | 1958-12-06 | Gerhard Neidhofer                   | Intégration approchée des équations différentielles lorsque la dérivée d'ordre le plus élevé ne figure que dans un terme correctif. | 87              | Grenoble                             | oui                              |
|      | 1958-10-01 | Gérard Cœuré                        | Sur l'étude locale des ensembles analytiques complexes. | 45              | Nancy                                | non                              |
|      | 1958       | René Gouyon                         | Contribution à la théorie des houles. | 62              | Toulouse                             | non                              |
|      | 1958       | Roger Pernet                        | Sur une extension du groupe conforme. | 64              | Besançon                             | non                              |
| 1959 | 1959       | Bùi Trọng Liêũ                      | Sur quelques problèmes d’estimation concernant une chaîne de Markov. | 59              | Paris, thèse de 3e cycle             | non                              |
|      | 1959       | Charles Roumieu                     | Sur quelques extensions de la notion de distribution. | 83              | Paris                                | oui                              |
|      | 1959       | Dominique Foata                     | Sur quelques applications du problème d’Euler-Tarry à l’analyse de la variance. | 68              | Paris, thèse de 3e cycle             | non                              |
|      | 1959       | André Michel                        | Représentation approchée des intégrales doubles. | 93              | Grenoble                             | oui                              |
|      | 1959-06-07 | Christiane Chamfy                   | 1. Fonctions méromorphes dans le cercle unité et leurs séries de Taylor. 2. Fonctions continues presque périodiques. | 58              | Paris                                | oui                              |
| 1960 | 1960       | Milan Banic                         | 1. Les réactions au contour d'une plaque encastrée. 2. Influence de la largeur des semelles dans la déformation des poutres en H et en I. | 127             | Paris                                | non                              |
|      | 1960       | Niranjanprasad Chaudhuri            | 1. Contribution à la théorie des demi-groupes inversifs. 2. Espèces de structures locales complémentaires. | 44              | Paris                                | non                              |
|      | 1960       | Jean-Paul Benzécri                  | 1. Sur les variétés localement affines et localement projectives. 2. Sur la théorie des systèmes dynamiques généraux. | 104             | Paris                                | oui                              |
|      | 1960       | Jean Cerf                           | 1. Topologie de certains espaces de plongements. 2. Solutions élémentaires des équations aux dérivées partielles à coefficients constants. | 154             | Paris                                | oui                              |
|      | 1960       | Raymond Couty                       | 1. Sur les transformations des variétés riemanniennes et kählériennes. 2. Structures feuilletées analytiques. | 106             | Paris                                | oui                              |
|      | 1960-12-12 | Noël Gastinel                       | 1. Matrices du second degré et normes générales en analyse numérique linéaire. 2. Le théorème de Stone-Weierstrass. | 131             | Grenoble                             | oui                              |
|      | 1960-06-04 | Pierre-Jean Laurent                 | Méthodes du type Runge-Kutta pour des systèmes différentiels de forme particulière. | 74              | Grenoble                             | oui                              |
|      | 1960       | Henri Mascart                       | 1. Sur quelques opérateurs linéaires différentiels. 2. Transformations à intégrale de Dirichlet bornée. | 86              | Toulouse                             | oui                              |
|      | 1960       | Daniel Bernard                      | Sur la géométrie différentielle des G-structures. | 128             | Paris                                | non                              |
|      | 1960       | André Destainville                  | Espaces associés à des récurrences linéaires à coefficients constants et sans second membre. | 43              | Toulouse                             | non                              |
|      | 1960       | Gilles Tissier                      | L'Équation de la chaleur : méthode des différences finies. Transformation de Fourier : une méthode numérique de calcul. | 67              | Nancy                                | non                              |
|      | 1960       | Michel Zisman                       | 1. Quelques propriétés des fibrés au sens de Kan. 2. La théorie de Grothendieck (Théorème de Riemnan-Roch). | 124             | Paris                                | oui                              |